# Hokejowa Liga Mistrzów (2017/2018)
Hokejowa Liga Mistrzów 2017/2018 piąta edycja europejskiego, klubowego turnieju hokejowego, rozgrywanego pod patronatem IIHF. Przeznaczony dla najlepszych męskich hokejowych drużyn klubowych (zajmujących czołowe miejsca w europejskich ligach krajowych). Są to najbardziej prestiżowe klubowe zmagania hokejowe w Europie.
Uczestniczyły w niej 32 kluby podzielone na 8 grup czterozespołowych. Runda zasadnicza trwała od 24 sierpnia do 11 października 2017 roku. Po raz drugi w rozgrywkach wystąpił zespół z Polski. Był nim mistrz kraju z sezonu 2016/2017 – Cracovia.

## Uczestnicy

### Warunki gry w CHL
W rozgrywkach uczestniczyło 32 zespoły z 13 państw. Drużyny zostały podzielone na sposób kwalifikacji do rozgrywek na osiem grup. Każda drużyna chcąc grać w tej edycji ligi mistrzów musiała spełnić jeden z dziewięciu warunków:
1. Być mistrzem kraju
2. Zwyciężyć w sezonie zasadniczym
3. Zostać wicemistrzem sezonu zasadniczego
4. Przegrać w finale fazy play-off
5. Być lepszą drużyną z półfinałów fazy play-off
6. Być słabszą drużyną z półfinałów fazy play-off
7. Zająć trzecie miejsce w sezonie zasadniczym
8. Zająć czwarte miejsce w sezonie zasadniczym
9. Zająć piąte miejsce w sezonie zasadniczym

### Drużyny
| Drużyna                       | Miasto                   | Liga                           | Kwalifikacja                               |
| ----------------------------- | ------------------------ | ------------------------------ | ------------------------------------------ |
| Frölunda HC                   | Göteborg                 | Svenska hockeyligan            | Zwycięzca CHL w sezonie 2016/2017          |
| HV71                          | Jönköping                | Svenska hockeyligan            | Mistrz kraju                               |
| Växjö Lakers                  | Växjö                    | Svenska hockeyligan            | Zwycięzca sezonu regularnego               |
| Brynäs IF                     | Gävle                    | Svenska hockeyligan            | Finalista play-off                         |
| Malmö Redhawks                | Malmö                    | Svenska hockeyligan            | Lepszy z półfinalistów play-off            |
| Tappara                       | Tampere                  | Liiga                          | Mistrz kraju                               |
| TPS                           | Turku                    | Liiga                          | Wicemistrz sezonu zasadniczego             |
| KalPa                         | Kuopio                   | Liiga                          | Finalista play-off                         |
| JYP                           | Jyväskylä                | Liiga                          | Lepsza drużyna z półfinałów fazy play-off  |
| HIFK                          | Helsinki                 | Liiga                          | Słabsza drużyna z półfinałów fazy play-off |
| SC Bern                       | Berno                    | National League                | Mistrz kraju                               |
| ZSC Lions                     | Zurych                   | National League                | Wicemistrz sezonu zasadniczego             |
| EV Zug                        | Zug                      | National League                | Finalista play-off                         |
| HC Davos                      | Davos                    | National League                | Lepsza drużyna z półfinałów fazy play-off  |
| HC Kometa Brno                | Brno                     | Tipsport Ekstraliga            | Mistrz kraju                               |
| Bílí tygři Liberec            | Liberec                  | Tipsport Ekstraliga            | Zwycięzca sezonu regularnego               |
| HC Oceláři Trzyniec           | Trzyniec                 | Tipsport Ekstraliga            | Wicemistrz sezonu regularnego              |
| Mountfield HK                 | Hradec Králové           | Tipsport Ekstraliga            | Lepsza drużyna z półfinałów fazy play-off  |
| EHC Red Bull Monachium        | Monachium                | Deutsche Eishockey Liga        | Mistrz kraju                               |
| Adler Mannheim                | Mannheim                 | Deutsche Eishockey Liga        | Wicemistrz sezonu regularnego              |
| Grizzly Adams Wolfsburg       | Wolfsburg                | Deutsche Eishockey Liga        | Finalista play-off                         |
| Vienna Capitals               | Wiedeń                   | Österreichische Eishockey-Liga | Mistrz kraju                               |
| EC Red Bull Salzburg          | Salzburg                 | Österreichische Eishockey-Liga | Wicemistrz sezonu regularnego              |
| EC KAC                        | Klagenfurt am Wörthersee | Österreichische Eishockey-Liga | Finalista play-off                         |
| Nottingham Panthers           | Nottingham               | Elite Ice Hockey League        | Zwycięzca Pucharu Kontynentalnego          |
| Cardiff Devils                | Cardiff                  | Elite Ice Hockey League        | Mistrz sezonu regularnego                  |
| HC 05 iClinic Banská Bystrica | Bańska Bystrzyca         | Tipsport Ekstraliga            | Mistrz kraju                               |
| Stavanger Oilers              | Stavanger                | GET-ligaen                     | Mistrz kraju                               |
| HK Nioman Grodno              | Grodno                   | Ekstraliga                     | Mistrz kraju                               |
| Esbjerg Energy                | Esbjerg                  | Metal Ligaen                   | Mistrz kraju                               |
| Rapaces de Gap                | Gap                      | Ligue Magnus                   | Mistrz kraju                               |
| ComArch Cracovia              | Kraków                   | Polska Hokej Liga              | Mistrz kraju                               |

## Terminarz
Terminarz rozgrywek przedstawiał się następująco:
| Faza           | Runda        | Pierwszy mecz                     | Drugi mecz                        |
| -------------- | ------------ | --------------------------------- | --------------------------------- |
| Faza grupowa   | Faza grupowa | 24 sierpnia -11 października 2017 | 24 sierpnia -11 października 2017 |
| Faza pucharowa | 1/8 finału   | 31 października 2017              | 7 listopada 2017                  |
| Faza pucharowa | Ćwierćfinały | 5 grudnia 2017                    | 12 grudnia 2017                   |
| Faza pucharowa | Półfinały    | 9 stycznia 2018                   | 16 stycznia 2018                  |
| Faza pucharowa | Finał        | 6 lutego 2018                     | 6 lutego 2018                     |

## Losowanie
Oto podział drużyn na koszyki podczas losowania:
| Koszyk 1                                                                                            | Koszyk 2                                                                                          | Koszyk 3                                                                                          | Koszyk 4 |
| --------------------------------------------------------------------------------------------------- | ------------------------------------------------------------------------------------------------- | ------------------------------------------------------------------------------------------------- | --- |
| Frölunda HC HV71 Tappara SC Bern HC Kometa Brno EHC Red Bull Monachium Vienna Capitals Växjö Lakers | TPS Turku ZSC Lions Bílí tygři Liberec Adler Mannheim EC Red Bull Salzburg Brynäs IF KalPa EV Zug | HC Oceláři Trzyniec Grizzly Adams Wolfsburg EC KAC Malmö Redhawks JYP HC Davos Mountfield HK HIFK | HC 05 iClinic Banská Bystrica Stavanger Oilers HK Nioman Grodno Esbjerg Energy Cardiff Devils Rapaces de Gap Cracovia Nottingham Panthers |

## Faza grupowa

### Grupa A
| Lp. | Zespół                        | M | Pkt | Z | WpD | PpD | P | G+ | G- | +/- |
| --- | ----------------------------- | - | --- | - | --- | --- | - | -- | -- | --- |
| 1   | Tappara Tampere               | 6 | 15  | 5 | 0   | 0   | 1 | 26 | 11 | +15 |
| 2   | EC Red Bull Salzburg          | 6 | 9   | 3 | 0   | 0   | 3 | 20 | 22 | -2  |
| 3   | Grizzly Adams Wolfsburg       | 6 | 6   | 2 | 0   | 0   | 4 | 15 | 23 | -8  |
| 4   | HC 05 iClinic Banská Bystrica | 6 | 6   | 2 | 0   | 0   | 4 | 13 | 18 | -5  |

    = awans do 1/8 finału
| 25 sierpnia 2017 | Grizzly Adams Wolfsburg | 4:3 | HC 05 iClinic Banská Bystrica | Eis Arena Wolfsburg, Wolfsburg |

| Szczegóły      | Szczegóły                                                                                  | Szczegóły       | Szczegóły                                                         | Szczegóły                                                                                                |
| -------------- | ------------------------------------------------------------------------------------------ | --------------- | ----------------------------------------------------------------- | --- |
| Godzina: 18:00 | G. Fauser (PP) 05:55 Ch. Hoehenleitner (SH) 09:01 P. Riefers (EQ) 34:31 A. Weiß (EQ) 41:40 | (2:0, 1:0, 1:3) | 40:53 (EQ) O. Dame-Malka 57:11 (EQ) B. Kubka 59:43 (EQ) P. Lamper | Widzów: 2 058 Sędzia główny: Oldřich Hejduk Gordon Schukies Sędziowie liniowi: Marcus Höfer Jonas Merten |
| Godzina: 18:00 | 6 min. kar                                                                                 |                 | 10 min. kar                                                       | Widzów: 2 058 Sędzia główny: Oldřich Hejduk Gordon Schukies Sędziowie liniowi: Marcus Höfer Jonas Merten |

| 25 sierpnia 2017 | EC Red Bull Salzburg | 1:6 | Tappara Tampere | Eisarena Salzburg, Salzburg |

| Szczegóły      | Szczegóły            | Szczegóły       | Szczegóły | Szczegóły                                                                                                  |
| -------------- | -------------------- | --------------- | --- | --- |
| Godzina: 19:00 | R. Duncan (EQ) 04:35 | (1:3, 0:2, 0:1) | 07:33 (SH) J. Peltola 10:33 (EQ) J. Jasu 17:15 (PP) J. Karjalainen 21:43 (EQ) O. Rauhala 27:30 (EQ) K. Kuusela 44:11 (EQ) M. Lehtonen | Widzów: 1 528 Sędzia główny: Robert Hallin Patrick Gruber Sędziowie liniowi: Daniel Soos Gasper Jaka Zgonc |
| Godzina: 19:00 | 33 min. kar          |                 | 12 min. kar | Widzów: 1 528 Sędzia główny: Robert Hallin Patrick Gruber Sędziowie liniowi: Daniel Soos Gasper Jaka Zgonc |

| 27 sierpnia 2017 | Grizzly Adams Wolfsburg | 1:7 | Tappara Tampere | Eis Arena Wolfsburg, Wolfsburg |

| Szczegóły      | Szczegóły            | Szczegóły       | Szczegóły | Szczegóły |
| -------------- | -------------------- | --------------- | --- | --- |
| Godzina: 18:00 | M. Voakes (SH) 49:22 | (0:1, 0:3, 1:3) | 07:53 (EQ) M. Järvinen 23:01 (PP) J. Jasu 31:12 (EQ) J. Kärki 32:54 (EQ) T. Záborský 43:50 (EQ) K. Kuusela 49:02 (EQ) J. Karjalainen 57:38 (EQ) V-M. Vittasmaki | Widzów: 2 269 Sędzia główny: Oldřich Hejduk André Schrader Sędziowie liniowi: Jan-Christian Müller Jonas Merten |
| Godzina: 18:00 | 12 min. kar          |                 | 8 min. kar | Widzów: 2 269 Sędzia główny: Oldřich Hejduk André Schrader Sędziowie liniowi: Jan-Christian Müller Jonas Merten |

| 27 sierpnia 2017 | EC Red Bull Salzburg | 5:0 | HC 05 iClinic Banská Bystrica | Eisarena Salzburg, Salzburg |

| Szczegóły      | Szczegóły | Szczegóły       | Szczegóły   | Szczegóły                                                                                                |
| -------------- | --- | --------------- | ----------- | --- |
| Godzina: 19:30 | A. Rauchenwald (PP) 18:25 B. Harris (PP) 19:03 A. Rauchenwald (PP) 27:14 A. Cijan (EQ) 33:02 R. Duncan (PP) 52:06 | (2:0, 2:0, 1:0) |             | Sędzia główny: Robert Hallin Ladislav Smetana Sędziowie liniowi: Ulrich Pardatscher Maxmillian Verwohner |
| Godzina: 19:30 | 18 min. kar |                 | 16 min. kar | Sędzia główny: Robert Hallin Ladislav Smetana Sędziowie liniowi: Ulrich Pardatscher Maxmillian Verwohner |

| 1 września 2017 | HC 05 iClinic Banská Bystrica | 0:1 | Grizzly Adams Wolfsburg | Zimný štadión Banská Bystrica, Bańska Bystrzyca |

| Szczegóły      | Szczegóły   | Szczegóły       | Szczegóły            | Szczegóły                                                                                                |
| -------------- | ----------- | --------------- | -------------------- | --- |
| Godzina: 18:00 |             | (0:0, 0:1, 0:0) | 33:46 (EQ) G. Fauser | Widzów: 2 063 Sędzia główny: Michael Tscherring Milan Novák Sędziowie liniowi: Peter Šefčík Roman Vyleta |
| Godzina: 18:00 | 10 min. kar |                 | 10 min. kar          | Widzów: 2 063 Sędzia główny: Michael Tscherring Milan Novák Sędziowie liniowi: Peter Šefčík Roman Vyleta |

| 1 września 2017 | Tappara Tampere | 4:2 | EC Red Bull Salzburg | Hakametsä Stadium, Tampere |

| Szczegóły      | Szczegóły                                                                                      | Szczegóły       | Szczegóły                                       | Szczegóły                                                                                                 |
| -------------- | ---------------------------------------------------------------------------------------------- | --------------- | ----------------------------------------------- | --- |
| Godzina: 18:00 | O. Rantakari (EQ) 17:49 N. Ojamäki (EQ) 25:09 V-M. Vittasmaki (EQ) 47:42 K. Kuusela (PP) 50:42 | (1:2, 1:0, 2:0) | 04:19 (EQ) A. Rauchenwald 19:57 (EQ) R. Raymond | Widzów: 3 859 Sędzia główny: Mikael Nord Aleksi Rantala Sędziowie liniowi: Joona Elonen Markus Hägerström |
| Godzina: 18:00 | 4 min. kar                                                                                     |                 | 10 min. kar                                     | Widzów: 3 859 Sędzia główny: Mikael Nord Aleksi Rantala Sędziowie liniowi: Joona Elonen Markus Hägerström |

| 3 września 2017 | HC 05 iClinic Banská Bystrica | 5:3 | EC Red Bull Salzburg | Zimný štadión Banská Bystrica, Bańska Bystrzyca |

| Szczegóły      | Szczegóły | Szczegóły       | Szczegóły                                                          | Szczegóły                                                                                                  |
| -------------- | --- | --------------- | ------------------------------------------------------------------ | --- |
| Godzina: 14:00 | M. Belluš (EQ) 01:06 M. Češík (EQ) 26:01 C. Hohmann (PP) 38:39 M. Lunter (PP) 43:02 D. Bortňák (EQ, EN) 58:55 | (1:1, 2:0, 2:2) | 11:12 (SH) R. Raymond 46:46 (EQ) A. Aleardi 54:15 (EQ) M. Schiechl | Widzów: 1 913 Sędzia główny: Michael Tscherring Peter Stano Sędziowie liniowi: Martin Jobbagy Martin Korba |
| Godzina: 14:00 | 14 min. kar                                                                                                   |                 | 18 min. kar                                                        | Widzów: 1 913 Sędzia główny: Michael Tscherring Peter Stano Sędziowie liniowi: Martin Jobbagy Martin Korba |

| 3 września 2017 | Tappara Tampere | 4:2 | Grizzly Adams Wolfsburg | Hakametsä Stadium, Tampere |

| Szczegóły      | Szczegóły                                                                                       | Szczegóły       | Szczegóły                                     | Szczegóły |
| -------------- | ----------------------------------------------------------------------------------------------- | --------------- | --------------------------------------------- | --- |
| Godzina: 18:00 | M. Lehtonen (PP) 05:39 O. Rantakari (EQ) 13:02 J. Karjalainen (EQ) 30:58 M. Järvinen (EQ) 48:14 | (2:0, 1:1, 1:1) | 26:09 (EQ) K. Foucault 57:03 (PP) S. Furchner | Widzów: 3 883 Sędzia główny: Mikael Sjöqvist Lassi Heikkinen Sędziowie liniowi: Pasi Nieminen Tommi Niittylä |
| Godzina: 18:00 | 6 min. kar                                                                                      |                 | 8 min. kar                                    | Widzów: 3 883 Sędzia główny: Mikael Sjöqvist Lassi Heikkinen Sędziowie liniowi: Pasi Nieminen Tommi Niittylä |

| 3 października 2017 | Grizzly Adams Wolfsburg | 4:5 | EC Red Bull Salzburg | Eis Arena Wolfsburg, Wolfsburg |

| Szczegóły      | Szczegóły                                                                           | Szczegóły       | Szczegóły | Szczegóły |
| -------------- | ----------------------------------------------------------------------------------- | --------------- | --- | --- |
| Godzina: 18:00 | G. Fauser (EQ) 01:26 B. Aubin (PP) 02:33 B. Aubin (EQ) 27:56 S. Furchner (EQ) 39:38 | (2:3, 2:2, 0:0) | 04:54 (EQ) D. Heinrich 08:44 (PP) T. Raffl 19:30 (EQ) P. Mueller 32:24 (EQ) P. Mueller 28:08 (PP) A. Aleardi | Widzów: 2605 Sędzia główny: Daniel Stricker Lasse Kopitz Sędziowie liniowi: Jan-Christian Müller Jonas Merten |
| Godzina: 18:00 | 8 min. kar                                                                          |                 | 8 min. kar                                                                                                   | Widzów: 2605 Sędzia główny: Daniel Stricker Lasse Kopitz Sędziowie liniowi: Jan-Christian Müller Jonas Merten |

| 4 października 2017 | Tappara Tampere | 3:0 | HC 05 iClinic Banská Bystrica | Hakametsä Stadium, Tampere |

| Szczegóły      | Szczegóły                                                          | Szczegóły       | Szczegóły  | Szczegóły                                                                                                 |
| -------------- | ------------------------------------------------------------------ | --------------- | ---------- | --- |
| Godzina: 18:00 | S. Repo (EQ) 08:45 J-M. Alanen (EQ) 10:36 J-M. Järvinen (EQ) 54:43 | (2:0, 0:0, 1:0) |            | Widzów: 3 780 Sędzia główny: Marcus Linde Kristian Vikman Sędziowie liniowi: Pasi Nieminen Tommi Niittylä |
| Godzina: 18:00 | 4 min. kar                                                         |                 | 4 min. kar | Widzów: 3 780 Sędzia główny: Marcus Linde Kristian Vikman Sędziowie liniowi: Pasi Nieminen Tommi Niittylä |

| 11 października 2017 | HC 05 iClinic Banská Bystrica | 5:2 | Tappara Tampere | Zimný štadión Banská Bystrica, Bańska Bystrzyca |

| Szczegóły      | Szczegóły                                                                                                | Szczegóły       | Szczegóły                                 | Szczegóły                                                                                         |
| -------------- | --- | --------------- | ----------------------------------------- | ------------------------------------------------------------------------------------------------- |
| Godzina: 18:00 | M. Lunter (EQ) 14:35 M. Bartánus (EQ) 24:59 T. Surový (PP) 38:19 B. Kubka (EQ) 50:00 M. Češík (SH) 57:04 | (1:1, 2:0, 2:1) | 02:41 (EQ) N. Ojamäki 55:00 (PP) J. Kärki | Widzów: 1 915 Sędzia główny: René Hradil Jozef Kubuš Sędziowie liniowi: Martin Korba Peter Šefčík |
| Godzina: 18:00 | 6 min. kar                                                                                               |                 | 8 min. kar                                | Widzów: 1 915 Sędzia główny: René Hradil Jozef Kubuš Sędziowie liniowi: Martin Korba Peter Šefčík |

| 11 października 2017 | EC Red Bull Salzburg | 4:3 | Grizzly Adams Wolfsburg | Eisarena Salzburg, Salzburg |

| Szczegóły      | Szczegóły                                                                           | Szczegóły       | Szczegóły                                                               | Szczegóły |
| -------------- | ----------------------------------------------------------------------------------- | --------------- | ----------------------------------------------------------------------- | --- |
| Godzina: 19:30 | B. Harris (EQ) 03:58 P. Mueller (EQ) 15:51 T. Raffl (EQ) 57:08 R. Duncan (EQ) 58:45 | (2:1, 0:0, 2:2) | 04:40 (EQ) Ch. Hoehenleitner 41:33 (PP) T. Haskins 44:51 (PP) G. Fauser | Widzów: 2 301 Sędzia główny: Oldřich Hejduk Trpimir Piragić Sędziowie liniowi: Ulrich Pardatscher Elias Seewald |
| Godzina: 19:30 | 8 min. kar                                                                          |                 | 6 min. kar                                                              | Widzów: 2 301 Sędzia główny: Oldřich Hejduk Trpimir Piragić Sędziowie liniowi: Ulrich Pardatscher Elias Seewald |

### Grupa B
| Lp. | Zespół               | M | Pkt | Z | WpD | PpD | P | G+ | G- | +/- |
| --- | -------------------- | - | --- | - | --- | --- | - | -- | -- | --- |
| 1   | Malmö Redhawks       | 6 | 13  | 4 | 0   | 1   | 1 | 23 | 17 | +6  |
| 2   | HC Kometa Brno       | 6 | 12  | 2 | 3   | 0   | 1 | 18 | 15 | +3  |
| 3   | Kalevan Pallo Kuopio | 6 | 10  | 3 | 0   | 1   | 2 | 25 | 22 | +3  |
| 4   | Stavanger Oilers     | 6 | 1   | 0 | 0   | 1   | 5 | 13 | 25 | -12 |

    = awans do 1/8 finału
| 24 sierpnia 2017 | Kalevan Pallo Kuopio | 6:4 | Malmö Redhawks | Niiralan Monttu, Kuopio |

| Szczegóły      | Szczegóły | Szczegóły       | Szczegóły                                                                            | Szczegóły                                                                                                  |
| -------------- | --- | --------------- | ------------------------------------------------------------------------------------ | --- |
| Godzina: 18:00 | F. Gymer (EQ) 25:52 K. Kantola (PP) 39:10 A. Lavoie (EQ) 45:02 K. Kantola (EQ) 48:57 K. Kantola (PP) 51:13 E. Luostarinen (EQ) 58:14 | (0:2, 2:2, 4:0) | 05:49 (EQ) M. Görtz 06:04 (EQ) A. Miele 29:31 (SH) F. Händemark 30:40 (EQ) J. Olsson | Widzów: 2 005 Sędzia główny: Kristijan Nikolić Joonas Kova Sędziowie liniowi: Uussi Thomann Hannu Sormunen |
| Godzina: 18:00 | 12 min. kar |                 | 10 min. kar                                                                          | Widzów: 2 005 Sędzia główny: Kristijan Nikolić Joonas Kova Sędziowie liniowi: Uussi Thomann Hannu Sormunen |

| 24 sierpnia 2017 | Stavanger Oilers | 1:2 | HC Kometa Brno | DNB Arena, Stavanger |

| Szczegóły      | Szczegóły            | Szczegóły       | Szczegóły                                | Szczegóły |
| -------------- | -------------------- | --------------- | ---------------------------------------- | --- |
| Godzina: 19:30 | M. Søberg (EQ) 26:49 | (0:1, 1:1, 1:2) | 14:22 (EQ) V. Němec 47:55 (EQ) A. Mallet | Widzów: 3067 Sędzia główny: Trpimir Piragić Roy Stian Hansen Sędziowie liniowi: Knut Einar Bråten Thomas N. Pettersen |
| Godzina: 19:30 | 6 min. kar           |                 | 18 min. kar                              | Widzów: 3067 Sędzia główny: Trpimir Piragić Roy Stian Hansen Sędziowie liniowi: Knut Einar Bråten Thomas N. Pettersen |

| 26 sierpnia 2017 | Kalevan Pallo Kuopio | 2:4 | HC Kometa Brno | Niiralan Monttu, Kuopio |

| Szczegóły      | Szczegóły                                      | Szczegóły       | Szczegóły                                                                         | Szczegóły                                                                                                |
| -------------- | ---------------------------------------------- | --------------- | --------------------------------------------------------------------------------- | --- |
| Godzina: 18:00 | A. Ruuttu (EQ) 11:52 E. Luostarinen (EQ) 42:04 | (1:2, 0:0, 1:2) | 08:19 (EQ) J. Káňa 09:42 (EQ) V. Němec 54:11 (EQ) J. Hruška 56:44 (EQ) M. Zaťovič | Widzów: 2 591 Sędzia główny: Patrik Sjöberg Kristian Vikman Sędziowie liniowi: Henri Neva Hannu Sormunen |
| Godzina: 18:00 | 12 min. kar                                    |                 | 10 min. kar                                                                       | Widzów: 2 591 Sędzia główny: Patrik Sjöberg Kristian Vikman Sędziowie liniowi: Henri Neva Hannu Sormunen |

| 26 sierpnia 2017 | Stavanger Oilers | 3:4 | Malmö Redhawks | DNB Arena, Stavanger |

| Szczegóły      | Szczegóły                                                           | Szczegóły       | Szczegóły                                                                               | Szczegóły                                                                                   |
| -------------- | ------------------------------------------------------------------- | --------------- | --------------------------------------------------------------------------------------- | ------------------------------------------------------------------------------------------- |
| Godzina: 18:00 | J. Soares (EQ) 38:43 J. Soares (EQ) 58:10 L. Kokkala (EQ, EN) 58:59 | (0:1, 1:0, 2:3) | 00:05 (EQ) R. Rakhshani 45:41 (EQ) M. Görtz 50:52 (EQ) A. Miele 59:41 (EQ) R. Rakhshani | Widzów: 2756 Sędzia główny: Trpimir Piragić Christian Persson Sędziowie liniowi: Jon Kilian |
| Godzina: 18:00 | 12 min. kar                                                         |                 | 6 min. kar                                                                              | Widzów: 2756 Sędzia główny: Trpimir Piragić Christian Persson Sędziowie liniowi: Jon Kilian |

| 31 sierpnia 2017 | HC Kometa Brno | 3:2 pd. | Kalevan Pallo Kuopio | DRFG Arena, Brno |

| Szczegóły      | Szczegóły                                                       | Szczegóły            | Szczegóły                                  | Szczegóły                                                                                        |
| -------------- | --------------------------------------------------------------- | -------------------- | ------------------------------------------ | ------------------------------------------------------------------------------------------------ |
| Godzina: 18:00 | V. Němec (EQ) 08:09 L. Nahodil (EQ) 54:05 H. Zohorna (EQ) 63:12 | (1:1, 0:1, 1:0, 1:0) | 01:43 (EQ) K. Mäkinen 35:13 (PP2) B. Sebok | Widzów: 4 963 Sędzia główny: Peter Stano René Hradil Sędziowie liniowi: Tomáš Brejcha Josef Špůr |
| Godzina: 18:00 | 10 min. kar                                                     |                      | 8 min. kar                                 | Widzów: 4 963 Sędzia główny: Peter Stano René Hradil Sędziowie liniowi: Tomáš Brejcha Josef Špůr |

| 31 sierpnia 2017 | Malmö Redhawks | 2:1 | Stavanger Oilers | Malmö Isstadion, Malmö |

| Szczegóły      | Szczegóły                                 | Szczegóły       | Szczegóły          | Szczegóły                                                                                                  |
| -------------- | ----------------------------------------- | --------------- | ------------------ | --- |
| Godzina: 18:30 | F. Storm (EQ) 21:35 R. Alvarez (EQ) 56:56 | (0:1, 1:0, 1:0) | 07:47 (EQ) H. Reed | Widzów: 448 Sędzia główny: Schukies Gordon Morgan Johansson Sędziowie liniowi: Orjan Ahlen Fredrik Altberg |
| Godzina: 18:30 | 10 min. kar                               |                 | 16 min. kar        | Widzów: 448 Sędzia główny: Schukies Gordon Morgan Johansson Sędziowie liniowi: Orjan Ahlen Fredrik Altberg |

| 2 września 2017 | HC Kometa Brno | 4:3 pd. | Stavanger Oilers | DRFG Arena, Brno |

| Szczegóły      | Szczegóły                                                                              | Szczegóły            | Szczegóły                                                    | Szczegóły                                                                                           |
| -------------- | -------------------------------------------------------------------------------------- | -------------------- | ------------------------------------------------------------ | --------------------------------------------------------------------------------------------------- |
| Godzina: 13:30 | T. Svoboda (PP) 19:27 J. Hruška (PP) 41:44 M. Dočekal (EQ) 46:39 M. Zaťovič (EQ) 61:04 | (1:2, 0:1, 2:0, 1:0) | 01:03 (EQ) J. Soares 11:37 (PP) H. Reed 35:21 (EQ) H. Medhus | Widzów: 3 652 Sędzia główny: Vladimír Baluška Robin Šír Sędziowie liniowi: Jiří Gebauer Vít Lederer |
| Godzina: 13:30 | 6 min. kar                                                                             |                      | 18 min. kar                                                  | Widzów: 3 652 Sędzia główny: Vladimír Baluška Robin Šír Sędziowie liniowi: Jiří Gebauer Vít Lederer |

| 2 września 2017 | Malmö Redhawks | 6:2 | Kalevan Pallo Kuopio | Malmö Isstadion, Malmö |

| Szczegóły      | Szczegóły | Szczegóły       | Szczegóły                                | Szczegóły |
| -------------- | --- | --------------- | ---------------------------------------- | --- |
| Godzina: 15:00 | A. Miele (PP) 07:16 J. Olofsson (EQ) 08:20 N. Hardt (EQ) 18:43 F. Händemark (PP) 24:18 R. Rakhshani (PP) 35:58 N. Andersson (EQ) 50:02 | (3:0, 2:1, 1:1) | 37:53 (PP) A, Lavoie 44:30 (EQ) F. Gymer | Widzów: 1 538 Sędzia główny: Ken Mollard Morgan Johansson Sędziowie liniowi: Henrik Pihlblad Alexander Waldejer |
| Godzina: 15:00 | 12 min. kar |                 | 8 min. kar                               | Widzów: 1 538 Sędzia główny: Ken Mollard Morgan Johansson Sędziowie liniowi: Henrik Pihlblad Alexander Waldejer |

| 3 października 2017 | HC Kometa Brno | 5:4 pd. | Malmö Redhawks | DRFG Arena, Brno |

| Szczegóły      | Szczegóły                                                                                              | Szczegóły            | Szczegóły                                                                        | Szczegóły                                                                                              |
| -------------- | --- | -------------------- | -------------------------------------------------------------------------------- | --- |
| Godzina: 19:30 | L. Čermák (SH) 01:03 M. Zaťovič (EQ) 04:45 M. Erat (SH) 32:42 T. Svoboda (EQ) 40:52 M. Erat (PP) 62:28 | (1:1, 1:3, 2:0, 1:0) | 29:51 (PP) M. Görtz 42:28 (EQ) N. Arell 43:45 (EQ) T. Mäntylä 45:08 (EQ) D. Zaar | Widzów: 3 067 Sędzia główny: Peter Stano Pavel Hodek Sędziowie liniowi: Jiří Ondráček Miroslav Lhotský |
| Godzina: 19:30 | 12 min. kar                                                                                            |                      | 6 min. kar                                                                       | Widzów: 3 067 Sędzia główny: Peter Stano Pavel Hodek Sędziowie liniowi: Jiří Ondráček Miroslav Lhotský |

| 4 października 2017 | Kalevan Pallo Kuopio | 7:1 | Stavanger Oilers | Niiralan Monttu, Kuopio |

| Szczegóły      | Szczegóły | Szczegóły       | Szczegóły            | Szczegóły                                                                                               |
| -------------- | --- | --------------- | -------------------- | --- |
| Godzina: 18:00 | M. Maione (PP) 05:23 J. Tavi (EQ) 06:01 T. Jokinen (PP) 09:02 M. Nuutinen (EQ) 21:25 A. Lavoie (PP) 49:25 J. Tavi (EQ) 58:22 A. Ruuttu (PP) 59:56 | (3:1, 1:0, 3:0) | 17:07 (EQ) T. Romano | Widzów: 1 687 Sędzia główny: Mikael Andersson Joonas Kova Sędziowie liniowi: Jani Pesonen Uussi Thomann |
| Godzina: 18:00 | 4 min. kar |                 | 41 min. kar          | Widzów: 1 687 Sędzia główny: Mikael Andersson Joonas Kova Sędziowie liniowi: Jani Pesonen Uussi Thomann |

| 10 października 2017 | Malmö Redhawks | 3:0 | HC Kometa Brno | Malmö Isstadion, Malmö |

| Szczegóły      | Szczegóły                                                                | Szczegóły       | Szczegóły  | Szczegóły                                                                                                  |
| -------------- | ------------------------------------------------------------------------ | --------------- | ---------- | --- |
| Godzina: 18:30 | Ch. Forsberg (EQ) 27:14 M. Setkov (EQ) 49:52 F. Händemark (EN, EQ) 59:45 | (0:0, 1:0, 2:0) |            | Widzów: 1 328 Sędzia główny: Maxim Sidorenko Patrik Sjöberg Sędziowie liniowi: Emil Wernström Jimmy Dahmén |
| Godzina: 18:30 | 10 min. kar                                                              |                 | 4 min. kar | Widzów: 1 328 Sędzia główny: Maxim Sidorenko Patrik Sjöberg Sędziowie liniowi: Emil Wernström Jimmy Dahmén |

| 11 października 2017 | Stavanger Oilers | 4:6 | Kalevan Pallo Kuopio | DNB Arena, Stavanger |

| Szczegóły      | Szczegóły                                                                           | Szczegóły       | Szczegóły | Szczegóły                                                                                                  |
| -------------- | ----------------------------------------------------------------------------------- | --------------- | --- | --- |
| Godzina: 19:00 | E. Børresen (PP) 00:45 M. Hoff (EQ) 09:41 T. Romano (EQ) 10:45 J. Soares (EQ) 34:11 | (3:3, 1:0, 0:3) | 02:03 (EQ) K. Kantola 09:26 (EQ) S. Lukka 19:03 (EQ) A. Ruuttu 47:49 (PP) J. Riikola 51:04 (EQ) J. Ikonen 56:38 (EQ) A. Ruuttu | Widzów: 4 250 Sędzia główny: Tobias Björk Roy Stian Hansen Sędziowie liniowi: Knut Einar Bråten Havar Dahl |
| Godzina: 19:00 | 34 min. kar                                                                         |                 | 24 min. kar | Widzów: 4 250 Sędzia główny: Tobias Björk Roy Stian Hansen Sędziowie liniowi: Knut Einar Bråten Havar Dahl |

### Grupa C
| Lp. | Zespół           | M | Pkt | Z | WpD | PpD | P | G+ | G- | +/- |
| --- | ---------------- | - | --- | - | --- | --- | - | -- | -- | --- |
| 1   | EV Zug           | 6 | 11  | 3 | 1   | 0   | 2 | 20 | 16 | +4  |
| 2   | Jyväskylän Pallo | 6 | 11  | 3 | 1   | 0   | 2 | 16 | 15 | +1  |
| 3   | HK Nioman Grodno | 6 | 8   | 1 | 1   | 3   | 1 | 18 | 18 | 0   |
| 4   | Vienna Capitals  | 6 | 6   | 1 | 1   | 1   | 3 | 17 | 22 | -5  |

    = awans do 1/8 finału
| 25 sierpnia 2017 | HK Nioman Grodno | 5:4 pd. | Vienna Capitals | Grodno Ice Sports Palace, Grodno |

| Szczegóły      | Szczegóły | Szczegóły            | Szczegóły                                                                                      | Szczegóły |
| -------------- | --- | -------------------- | ---------------------------------------------------------------------------------------------- | --- |
| Godzina: 18:00 | A. Korszunau (PP) 00:28 M. Stefanowicz (PP) 35:17 A. Lewsza (EQ) 45:28 S. Malawka (EQ) 49:13 A. Żidkich (EQ) 61:23 | (1:2, 1:1, 2:1, 1:0) | 17:33 (PP) M. Sharp 17:47 (EQ) J. Pollastrone 35:33 (EQ) K. Klubertanz 52:20 (PP) R. McKiernan | Widzów: 2 410 Sędzia główny: Denis Naumow Andrej Sczrubok Sędziowie liniowi: Wiktor Zinczenko Mikita Paliakou |
| Godzina: 18:00 | 14 min. kar |                      | 22 min. kar                                                                                    | Widzów: 2 410 Sędzia główny: Denis Naumow Andrej Sczrubok Sędziowie liniowi: Wiktor Zinczenko Mikita Paliakou |

| 25 sierpnia 2017 | Jyväskylän Pallo | 3:2 | EV Zug | LähiTapiola Areena, Jyväskylä |

| Szczegóły      | Szczegóły                                                                   | Szczegóły       | Szczegóły                                   | Szczegóły |
| -------------- | --------------------------------------------------------------------------- | --------------- | ------------------------------------------- | --- |
| Godzina: 18:00 | J. Kolehmainen (EQ) 00:08 J. Turkulainen (EQ) 26:10 J. Puustinen (EQ) 55:42 | (1:0, 1:1, 1:1) | 32:51 (EQ) L. Martschini 41:12 (PP) T. Kast | Widzów: 3 888 Sędzia główny: Kristijan Nikolić Anssi Salonen Sędziowie liniowi: Pasi Nieminen Tommi Niittylä |
| Godzina: 18:00 | 10 min. kar                                                                 |                 | 6 min. kar                                  | Widzów: 3 888 Sędzia główny: Kristijan Nikolić Anssi Salonen Sędziowie liniowi: Pasi Nieminen Tommi Niittylä |

| 27 sierpnia 2017 | Jyväskylän Pallo | 4:1 | Vienna Capitals | LähiTapiola Areena, Jyväskylä |

| Szczegóły      | Szczegóły                                                                                            | Szczegóły       | Szczegóły            | Szczegóły                                                                                                  |
| -------------- | --- | --------------- | -------------------- | --- |
| Godzina: 18:00 | J. Turkulainen (PP) 03:09 V. Hotakainen (EQ) 16:25 J. Immonen (EQ) 46:18 J-P. Hytönen (EQ)(EA) 59:49 | (2:0, 0:0, 2:1) | 47:26 (EQ) J. Samson | Widzów: 3 328 Sędzia główny: Patrik Sjöberg Petri Lindqvist Sędziowie liniowi: Jani Pesonen Teemu Riikonen |
| Godzina: 18:00 | 8 min. kar                                                                                           |                 | 10 min. kar          | Widzów: 3 328 Sędzia główny: Patrik Sjöberg Petri Lindqvist Sędziowie liniowi: Jani Pesonen Teemu Riikonen |

| 27 sierpnia 2017 | HK Nioman Grodno | 2:3 | EV Zug | Grodno Ice Sports Palace, Grodno |

| Szczegóły      | Szczegóły                                        | Szczegóły       | Szczegóły                                                              | Szczegóły |
| -------------- | ------------------------------------------------ | --------------- | ---------------------------------------------------------------------- | --- |
| Godzina: 18:00 | P. Bajarczuk (PP) 19:44 S. Dorofiejew (PP) 40:27 | (1:0, 0:3, 1:0) | 20:37 (EQ) V. Stalberg 25:31 (EQ) D. McIntyre 31:13 (EQ) L. Martschini | Widzów: 2450 Sędzia główny: Denis Naumow Vladimir Nalivaiko Sędziowie liniowi: Artsiom Labzou Aleh Kliashcheunikau |
| Godzina: 18:00 | 20 min. kar                                      |                 | 12 min. kar                                                            | Widzów: 2450 Sędzia główny: Denis Naumow Vladimir Nalivaiko Sędziowie liniowi: Artsiom Labzou Aleh Kliashcheunikau |

| 31 sierpnia 2017 | Vienna Capitals | 1:3 | Jyväskylän Pallo | Albert-Schultz-Eishalle, Wiedeń |

| Szczegóły      | Szczegóły           | Szczegóły       | Szczegóły                                                              | Szczegóły                                                                                              |
| -------------- | ------------------- | --------------- | ---------------------------------------------------------------------- | --- |
| Godzina: 19:30 | S. Bauer (EQ) 59:43 | (0:1, 0:0, 1:2) | 03:28 (EQ) H. Kanninen 52:08 (PP) J. Puustinen 55:03 (SH) J-P. Hytönen | Widzów: 2400 Sędzia główny: Jozef Kubuš Kristijan Nikolić Sędziowie liniowi: Marton Nemeth Daniel Soos |
| Godzina: 19:30 | 6 min. kar          |                 | 8 min. kar                                                             | Widzów: 2400 Sędzia główny: Jozef Kubuš Kristijan Nikolić Sędziowie liniowi: Marton Nemeth Daniel Soos |

| 31 sierpnia 2017 | EV Zug | 3:2 pk. | HK Nioman Grodno | Bossard Arena, Zug |

| Szczegóły      | Szczegóły                                               | Szczegóły            | Szczegóły                                    | Szczegóły                                                                                            |
| -------------- | ------------------------------------------------------- | -------------------- | -------------------------------------------- | --- |
| Godzina: 19:45 | G. Roe (EQ) 27:35 R. Diaz (PP2) 35:36 G. Roe (SO) 65:00 | (0:0, 2:2, 0:0, 1:0) | 23:05 (EQ) A. Lewsza 29:41 (EQ) W. Lisiczkin | Widzów: 3 065 Sędzia główny: Pesina Vladimir Marc Wiegand Sędziowie liniowi: Stany Gnemmi Simon Wust |
| Godzina: 19:45 | 12 min. kar                                             |                      | 22 min. kar                                  | Widzów: 3 065 Sędzia główny: Pesina Vladimir Marc Wiegand Sędziowie liniowi: Stany Gnemmi Simon Wust |

| 2 września 2017 | EV Zug | 6:3 | Jyväskylän Pallo | Bossard Arena, Zug |

| Szczegóły      | Szczegóły | Szczegóły       | Szczegóły                                                          | Szczegóły                                                                                                |
| -------------- | --- | --------------- | ------------------------------------------------------------------ | --- |
| Godzina: 17:00 | T. Kast (EQ) 01:22 G. Roe (EQ) 04:51 G. Roe (EQ) 15:20 L. Martschini (EQ) 26:55 V. Stalberg (EQ) 30:29 R. Diaz (PP) 36:51 | (3:2, 3:0, 0:1) | 04:02 (EQ) J. Vainio 19:45 (PP) J-P. Hytönen 50:44 (PP) M. Mäenpää | Widzów: 4 067 Sędzia główny: Andris Ansons Andreas Koch Sędziowie liniowi: Nicolas Fluri David Obwegeser |
| Godzina: 17:00 | 12 min. kar |                 | 14 min. kar                                                        | Widzów: 4 067 Sędzia główny: Andris Ansons Andreas Koch Sędziowie liniowi: Nicolas Fluri David Obwegeser |

| 2 września 2017 | Vienna Capitals | 5:4 pk. | HK Nioman Grodno | Albert Schultz Eishalle, Wiedeń |

| Szczegóły      | Szczegóły                                                                                              | Szczegóły            | Szczegóły                                                                                | Szczegóły                                                                                          |
| -------------- | --- | -------------------- | ---------------------------------------------------------------------------------------- | -------------------------------------------------------------------------------------------------- |
| Godzina: 19:30 | N. Hartl (EQ) 04:49 A. Nödl (EQ) 10:49 T. Vause (EQ) 27:58 T. Vause (EQ) 44:25 R. Holzapfel (SO) 65:00 | (2:0, 1:3, 1:1, 1:0) | 25:42 (EQ) S. Malawka 27:01 (PP) F. Mietluk 37:55 (EQ) A. Lewsza 57:46 (EQ) P. Bajarczuk | Widzów: 2 000 Sędzia główny: Peter Stano Marc Lemelin Sędziowie liniowi: Marton Nemeth Daniel Soos |
| Godzina: 19:30 | 12 min. kar                                                                                            |                      | 6 min. kar                                                                               | Widzów: 2 000 Sędzia główny: Peter Stano Marc Lemelin Sędziowie liniowi: Marton Nemeth Daniel Soos |

| 3 października 2017 | Jyväskylän Pallo | 3:2 pk. | HK Nioman Grodno | LähiTapiola Areena, Jyväskylä |

| Szczegóły      | Szczegóły                                                   | Szczegóły            | Szczegóły                                 | Szczegóły |
| -------------- | ----------------------------------------------------------- | -------------------- | ----------------------------------------- | --- |
| Godzina: 18:00 | R. Rooba (PP) 02:53 M. Saari (EQ) 20:09 M. Saari (SO) 65:00 | (1:0, 1:0, 0:2, 1:0) | 52:18 (EQ) A. Kisły 53:41 (EQ) A. Żidkich | Widzów: 3 750 Sędzia główny: Mikael Andersson Mikko Kaukokari Sędziowie liniowi: Lauri Nikulainen Teemu Riikonen |
| Godzina: 18:00 | 4 min. kar                                                  |                      | 8 min. kar                                | Widzów: 3 750 Sędzia główny: Mikael Andersson Mikko Kaukokari Sędziowie liniowi: Lauri Nikulainen Teemu Riikonen |

| 3 października 2017 | Vienna Capitals | 5:3 | EV Zug | Albert Schultz Eishalle, Wiedeń |

| Szczegóły      | Szczegóły | Szczegóły       | Szczegóły                                                  | Szczegóły                                                                                                   |
| -------------- | --- | --------------- | ---------------------------------------------------------- | --- |
| Godzina: 19:30 | R. Holzapfel (EQ) 04:31 K. Klubertanz (PP) 19:35 J. Pollastrone (EQ) 40:18 T. Vause (EQ) 43:45 J. Samson (EQ)(EN) 59:00 | (2:2, 0:1, 3:0) | 04:07 (PP) R. Suri 10:54 (PP) D. Lammer 20:37 (EQ) R. Suri | Widzów: 2 100 Sędzia główny: Jozef Kubuš Kristijan Nikolić Sędziowie liniowi: David Nothegger Elias Seewald |
| Godzina: 19:30 | 8 min. kar |                 | 6 min. kar                                                 | Widzów: 2 100 Sędzia główny: Jozef Kubuš Kristijan Nikolić Sędziowie liniowi: David Nothegger Elias Seewald |

| 10 października 2017 | HK Nioman Grodno | 3:0 | Jyväskylän Pallo | Grodno Ice Sports Palace, Grodno |

| Szczegóły      | Szczegóły                                                                   | Szczegóły       | Szczegóły   | Szczegóły |
| -------------- | --------------------------------------------------------------------------- | --------------- | ----------- | --- |
| Godzina: 18:00 | G. Klimienko (EQ) 51:58 K. Bogdanowski (EQ) 52:21 A. Żidkich (EQ)(EN) 59:27 | (0:0, 0:0, 3:0) |             | Widzów: 1 875 Sędzia główny: Jan Hribik Vladimir Nalivaiko Sędziowie liniowi: Wiktor Zinczenko Mikita Paliakou |
| Godzina: 18:00 | 4 min. kar                                                                  |                 | 14 min. kar | Widzów: 1 875 Sędzia główny: Jan Hribik Vladimir Nalivaiko Sędziowie liniowi: Wiktor Zinczenko Mikita Paliakou |

| 10 października 2017 | EV Zug | 3:1 | Vienna Capitals | Bossard Arena, Zug |

| Szczegóły      | Szczegóły                                                                | Szczegóły       | Szczegóły            | Szczegóły                                                                                             |
| -------------- | ------------------------------------------------------------------------ | --------------- | -------------------- | --- |
| Godzina: 19:45 | N. Diem (EQ) 49:03 L. Martschini (PP2) 55:24 C. Klingberg (EQ)(EN) 58:16 | (0:0, 0:1, 3:0) | 26:47 (EQ) R. Rotter | Widzów: 4 925 Sędzia główny: Sören Persson Ken Mollard Sędziowie liniowi: Roger Burgi David Obwegeser |
| Godzina: 19:45 | 6 min. kar                                                               |                 | 16 min. kar          | Widzów: 4 925 Sędzia główny: Sören Persson Ken Mollard Sędziowie liniowi: Roger Burgi David Obwegeser |

### Grupa D
| Lp. | Zespół              | M | Pkt | Z | WpD | PpD | P | G+ | G- | +/- |
| --- | ------------------- | - | --- | - | --- | --- | - | -- | -- | --- |
| 1   | Adler Mannheim      | 6 | 15  | 5 | 0   | 0   | 1 | 26 | 12 | +14 |
| 2   | HC Oceláři Trzyniec | 6 | 13  | 4 | 0   | 1   | 1 | 20 | 10 | +10 |
| 3   | HV71                | 6 | 8   | 2 | 1   | 0   | 3 | 16 | 16 | 0   |
| 4   | Esbjerg Energy      | 6 | 0   | 0 | 0   | 0   | 6 | 7  | 31 | -24 |

    = awans do 1/8 finału 
| 24 sierpnia 2017 | HV71 | 1:4 | Adler Mannheim | Kinnarps Arena, Jönköping |

| Szczegóły      | Szczegóły              | Szczegóły       | Szczegóły                                                                              | Szczegóły                                                                                                   |
| -------------- | ---------------------- | --------------- | -------------------------------------------------------------------------------------- | --- |
| Godzina: 18:30 | K. Stenlund (EQ) 31:36 | (0:2, 1:1, 0:1) | 06:44 (EQ) B. Raedeke 15:05 (PP) D. Wolf 32:09 (EQ) R. MacMurchy 40:51 (PP) M. Plachta | Widzów: 2 156 Sędzia główny: Stefan Fonselius Marcus Linde Sędziowie liniowi: Andreas Nyqvist Johan Löfgren |
| Godzina: 18:30 | 6 min. kar             |                 | 8 min. kar                                                                             | Widzów: 2 156 Sędzia główny: Stefan Fonselius Marcus Linde Sędziowie liniowi: Andreas Nyqvist Johan Löfgren |

| 25 sierpnia 2017 | HC Oceláři Trzyniec | 9:1 | Esbjerg Energy | Werk Arena, Trzyniec |

| Szczegóły      | Szczegóły | Szczegóły       | Szczegóły               | Szczegóły                                                                                         |
| -------------- | --- | --------------- | ----------------------- | ------------------------------------------------------------------------------------------------- |
| Godzina: 18:00 | J. Petružálek (EQ) 00:42 J. Petružálek (PP) 12:08 D. Rákos (EQ) 18:00 V. Svačina (EQ) 18:38 M. Růžička (PP) 32:29 V. Svačina (SH) 33:09 B. Jank (EQ) 45:42 D. Rákos (PP) 48:20 M. Adamský (PP2) 50:33 | (4:0, 2:1, 3:0) | 21:05 (PP2) C. McMillan | Widzów: 2 502 Sędzia główny: Viktor Birin Petr Úlehla Sędziowie liniowi: Jiří Gebauer Vít Lederer |
| Godzina: 18:00 | 18 min. kar |                 | 14 min. kar             | Widzów: 2 502 Sędzia główny: Viktor Birin Petr Úlehla Sędziowie liniowi: Jiří Gebauer Vít Lederer |

| 27 sierpnia 2017 | HC Oceláři Trzyniec | 3:0 | Adler Mannheim | Werk Arena, Trzyniec |

| Szczegóły      | Szczegóły                                                         | Szczegóły       | Szczegóły   | Szczegóły                                                                                      |
| -------------- | ----------------------------------------------------------------- | --------------- | ----------- | ---------------------------------------------------------------------------------------------- |
| Godzina: 14:00 | M. Růžička (EQ) 03:43 M. Růžička (SH) 32:38 M. Růžička (PP) 46:26 | (1:0, 1:0, 1:0) |             | Widzów: 2 998 Sędzia główny: Peter Stano Robin Šír Sędziowie liniowi: Jiří Gebauer Vít Lederer |
| Godzina: 14:00 | 12 min. kar                                                       |                 | 12 min. kar | Widzów: 2 998 Sędzia główny: Peter Stano Robin Šír Sędziowie liniowi: Jiří Gebauer Vít Lederer |

| 27 sierpnia 2017 | HV71 | 3:0 | Esbjerg Energy | Kinnarps Arena, Jönköping |

| Szczegóły      | Szczegóły                                                             | Szczegóły       | Szczegóły  | Szczegóły |
| -------------- | --------------------------------------------------------------------- | --------------- | ---------- | --- |
| Godzina: 14:30 | A. Ytterell (PP) 33:37 A. Ytterell (EQ) 49:37 E. Andersson (EQ) 51:38 | (0:0, 1:0, 2:0) |            | Widzów: 1 871 Sędzia główny: Lassi Heikkinen Sören Persson Sędziowie liniowi: Ludvig Lundgren Henrik Pihlblad |
| Godzina: 14:30 | 14 min. kar                                                           |                 | 8 min. kar | Widzów: 1 871 Sędzia główny: Lassi Heikkinen Sören Persson Sędziowie liniowi: Ludvig Lundgren Henrik Pihlblad |

| 31 sierpnia 2017 | Esbjerg Energy | 2:7 | HV71 | Granly Hockey Arena, Esbjerg |

| Szczegóły      | Szczegóły                              | Szczegóły       | Szczegóły | Szczegóły |
| -------------- | -------------------------------------- | --------------- | --- | --- |
| Godzina: 19:00 | C. Vock (PP2) 43:40 C. Vock (EQ) 56:06 | (0:1, 0:3, 2:3) | 06:17 (PP) M. Thörnberg 20:33 (EQ) K. Stenlund 22:42 (EQ) E. Andersson 26:04 (EQ) V. Ejdsell 48:41 (EQ) B. Sweatt 49:16 (PP) S. Wännström 55:02 (PP) D. Ullström | Widzów: 2400 Sędzia główny: Gergely Kincses Martin Christensen Sędziowie liniowi: Oliver Blach Andreas Krøyer |
| Godzina: 19:00 | 10 min. kar                            |                 | 14 min. kar | Widzów: 2400 Sędzia główny: Gergely Kincses Martin Christensen Sędziowie liniowi: Oliver Blach Andreas Krøyer |

| 31 sierpnia 2017 | Adler Mannheim | 6:2 | HC Oceláři Trzyniec | SAP Arena, Mannheim |

| Szczegóły      | Szczegóły | Szczegóły       | Szczegóły                                     | Szczegóły |
| -------------- | --- | --------------- | --------------------------------------------- | --- |
| Godzina: 19:30 | R. MacMurchy (EQ) 00:21 M. Plachta (EQ) 06:17 M. Plachta (PP) 15:16 M. Carle (EQ) 30:59 Ch. Ullmann (PP) 46:50 R. MacMurchy (EQ)(EN) 55:49 | (3:0, 1:1, 2:1) | 36:10 (EQ) V. Dravecký 44:06 (EQ) J. Polanský | Widzów: 6 314 Sędzia główny: Massy Didier Daniel Piechaczek Sędziowie liniowi: Robert Schelewski Andreas Kowert |
| Godzina: 19:30 | 12 min. kar |                 | 12 min. kar                                   | Widzów: 6 314 Sędzia główny: Massy Didier Daniel Piechaczek Sędziowie liniowi: Robert Schelewski Andreas Kowert |

| 2 września 2017 | Adler Mannheim | 6:3 | HV71 | SAP Arena, Mannheim |

| Szczegóły      | Szczegóły | Szczegóły       | Szczegóły                                                          | Szczegóły                                                                               |
| -------------- | --- | --------------- | ------------------------------------------------------------------ | --------------------------------------------------------------------------------------- |
| Godzina: 17:30 | D. Wolf (PP) 09:43 G. Festerling (SH) 21:48 M. Plachta (EQ) 37:14 Ch. Kolarik (EQ) 43:55 M. Kink (EQ) 45:27 D. Wolf (EQ) 57:53 | (1:2, 2:0, 3:1) | 06:33 (EQ) M. Wärn 18:16 (EQ) E. Andersson 44:31 (EQ) E. Andersson | Widzów: 6 033 Sędzia główny: Massy Didier LasseKopitz Sędziowie liniowi: Andreas Kowert |
| Godzina: 17:30 | 10 min. kar |                 | 6 min. kar                                                         | Widzów: 6 033 Sędzia główny: Massy Didier LasseKopitz Sędziowie liniowi: Andreas Kowert |

| 2 września 2017 | Esbjerg Energy | 1:2 | HC Oceláři Trzyniec | Granly Hockey Arena, Esbjerg |

| Szczegóły      | Szczegóły              | Szczegóły       | Szczegóły                                | Szczegóły                                                                                                |
| -------------- | ---------------------- | --------------- | ---------------------------------------- | --- |
| Godzina: 19:00 | C. McMillan (EQ) 11:46 | (1:1, 0:1, 0:0) | 10:22 (EQ) M. Adamský 37:31 (PP) V. Roth | Widzów: 1 013 Sędzia główny: Gergely Kincses Jacob Grumsen Sędziowie liniowi: Rene Jensen Andreas Krøyer |
| Godzina: 19:00 | 8 min. kar             |                 | 10 min. kar                              | Widzów: 1 013 Sędzia główny: Gergely Kincses Jacob Grumsen Sędziowie liniowi: Rene Jensen Andreas Krøyer |

| 3 października 2017 | HV71 | 2:1 pk. | HC Oceláři Trzyniec | Kinnarps Arena, Jönköping |

| Szczegóły      | Szczegóły                                     | Szczegóły                 | Szczegóły              | Szczegóły                                                                                                |
| -------------- | --------------------------------------------- | ------------------------- | ---------------------- | --- |
| Godzina: 18:30 | D. Ullström (PP) 42:13 D. Ullström (SO) 65:00 | (0:1, 0:0, 1:0, 0:0, 1:0) | 08:46 (PP) J. Polanský | Widzów: 2 043 Sędzia główny: Aleksi Rantala Mikael Holm Sędziowie liniowi: Henrik Pihlblad Johan Löfgren |
| Godzina: 18:30 | 6 min. kar                                    |                           | 6 min. kar             | Widzów: 2 043 Sędzia główny: Aleksi Rantala Mikael Holm Sędziowie liniowi: Henrik Pihlblad Johan Löfgren |

| 3 października 2017 | Esbjerg Energy | 2:6 | Adler Mannheim | Granly Hockey Arena, Esbjerg |

| Szczegóły      | Szczegóły                                   | Szczegóły       | Szczegóły | Szczegóły                                                                                                  |
| -------------- | ------------------------------------------- | --------------- | --- | --- |
| Godzina: 19:00 | F. Scheel (PP) 22:30 C. McMillan (PP) 26:15 | (0:1, 2:2, 0:3) | 13:02 (EQ) D. Wolf 29:12 (EQ) Ch. Kolarik 35:01 (PP) L. Adam 47:24 (EQ) D. Setoguchi 53:16 (EQ) C. Colaiacovo 53:50 (EQ) D. Setoguchi | Widzów: 979 Sędzia główny: Petri Lindqvist Martin Christensen Sędziowie liniowi: Henrik Haurum Rene Jensen |
| Godzina: 19:00 | 10 min. kar                                 |                 | 16 min. kar | Widzów: 979 Sędzia główny: Petri Lindqvist Martin Christensen Sędziowie liniowi: Henrik Haurum Rene Jensen |

| 10 października 2017 | HC Oceláři Trzyniec | 3:0 | HV71 | Werk Arena, Trzyniec |

| Szczegóły      | Szczegóły                                                              | Szczegóły       | Szczegóły  | Szczegóły                                                                                        |
| -------------- | ---------------------------------------------------------------------- | --------------- | ---------- | ------------------------------------------------------------------------------------------------ |
| Godzina: 18:00 | V. Svačina (EQ) 01:08 J. Polanský (EQ) 09:36 M. Adamský (EQ)(EN) 56:25 | (2:0, 0:0, 1:0) |            | Widzów: 4 115 Sędzia główny: Milan Novák René Hradil Sędziowie liniowi: Jiří Gebauer Vít Lederer |
| Godzina: 18:00 | 10 min. kar                                                            |                 | 8 min. kar | Widzów: 4 115 Sędzia główny: Milan Novák René Hradil Sędziowie liniowi: Jiří Gebauer Vít Lederer |

| 10 października 2017 | Adler Mannheim | 4:1 | Esbjerg Energy | SAP Arena, Mannheim |

| Szczegóły      | Szczegóły                                                                           | Szczegóły       | Szczegóły             | Szczegóły |
| -------------- | ----------------------------------------------------------------------------------- | --------------- | --------------------- | --- |
| Godzina: 19:30 | L. Adam (PP) 06:38 M. Kink (EQ) 11:43 Ch. Kolarik (EQ) 42:49 A. Johnson (SH2) 44:35 | (2:0, 0:1, 2:0) | 36:17 (EQ) T. Fleming | Widzów: 6 794 Sędzia główny: Tobias Wehrli Gordon Schukies Sędziowie liniowi: Robert Schelewski Marcus Höfer |
| Godzina: 19:30 | 12 min. kar                                                                         |                 | 16 min. kar           | Widzów: 6 794 Sędzia główny: Tobias Wehrli Gordon Schukies Sędziowie liniowi: Robert Schelewski Marcus Höfer |

### Grupa E
| Lp. | Zespół             | M | Pkt | Z | WpD | PpD | P | G+ | G- | +/- |
| --- | ------------------ | - | --- | - | --- | --- | - | -- | -- | --- |
| 1   | Växjö Lakers       | 6 | 14  | 4 | 1   | 0   | 1 | 22 | 16 | +6  |
| 2   | Bílí tygři Liberec | 6 | 10  | 3 | 0   | 1   | 2 | 24 | 21 | +3  |
| 3   | HC Davos           | 6 | 7   | 2 | 1   | 1   | 3 | 22 | 19 | +3  |
| 4   | Cardiff Devils     | 6 | 5   | 1 | 1   | 0   | 4 | 17 | 29 | -12 |

    = awans do 1/8 finału 
| 24 sierpnia 2017 | Bílí tygři Liberec | 3:4 pd. | Växjö Lakers | Home Credit Arena, Liberec |

| Szczegóły      | Szczegóły                                                     | Szczegóły            | Szczegóły                                                                                   | Szczegóły                                                                                                |
| -------------- | ------------------------------------------------------------- | -------------------- | ------------------------------------------------------------------------------------------- | --- |
| Godzina: 17:00 | M. Bakoš (SH) 31:01 J. Ordoš (EQ) 32:23 D. Lakatoš (EQ) 34:25 | (0:1, 3:1, 0:1, 0:1) | 09:07 (PP) E. Josefsson 20:37 (EQ) A. Brodecki 50:32 (EQ) E. Pettersson 62:10 (EQ) R. Rosén | Widzów: 4 236 Sędzia główny: Vladimír Pešina Daniel Stricker Sędziowie liniowi: Tomáš Gerát Daniel Hynek |
| Godzina: 17:00 | 26 min. kar                                                   |                      | 10 min. kar                                                                                 | Widzów: 4 236 Sędzia główny: Vladimír Pešina Daniel Stricker Sędziowie liniowi: Tomáš Gerát Daniel Hynek |

| 24 sierpnia 2017 | HC Davos | 10:1 | Cardiff Devils | Vaillant Arena, Davos |

| Szczegóły      | Szczegóły | Szczegóły       | Szczegóły            | Szczegóły                                                                                              |
| -------------- | --- | --------------- | -------------------- | --- |
| Godzina: 19:45 | F. Dubois (PP2) 02:20 Ch. Egli (PP) 03:39 N. Eggenberger (EQ) 22:13 M. Wieser (EQ) 31:26 M. Jörg (SH) 33:19 F. Dubois (PP) 35:05 R. Kousal (EQ) 35:11 S. Jung (EQ) 49:32 G. Sciaroni (EQ) 53:30 M. Nygren (PP) 55:07 | (2:0, 5:0, 3:1) | 40:41 (PP) J. Martin | Widzów: 2 520 Sędzia główny: Manuel Nikolić Marc Wiegand Sędziowie liniowi: David Obwegeser Simon Wust |
| Godzina: 19:45 | 16 min. kar |                 | 22 min. kar          | Widzów: 2 520 Sędzia główny: Manuel Nikolić Marc Wiegand Sędziowie liniowi: David Obwegeser Simon Wust |

| 26 sierpnia 2017 | Bílí tygři Liberec | 5:2 | Cardiff Devils | Home Credit Arena, Liberec |

| Szczegóły      | Szczegóły | Szczegóły       | Szczegóły                                | Szczegóły                                                                                                |
| -------------- | --- | --------------- | ---------------------------------------- | --- |
| Godzina: 15:30 | L. Krenželok (EQ) 29:09 M. Bakoš (EQ) 30:44 M. Bulíř (EQ) 33:48 D. Špaček (SH) 57:50 M. Bartovič (EQ)(EN) 58:44 | (0:2, 3:0, 2:0) | 04:50 (SH) J. Martin 17:56 (PP) D. Paris | Widzów: 2 998 Sędzia główny: Marian Rohatsch Jan Hribik Sędziowie liniowi: Daniel Hynek Miroslav Lhotský |
| Godzina: 15:30 | 10 min. kar |                 | 6 min. kar                               | Widzów: 2 998 Sędzia główny: Marian Rohatsch Jan Hribik Sędziowie liniowi: Daniel Hynek Miroslav Lhotský |

| 26 sierpnia 2017 | HC Davos | 0:3 | Växjö Lakers | Vaillant Arena, Davos |

| Szczegóły      | Szczegóły   | Szczegóły       | Szczegóły                                                                | Szczegóły |
| -------------- | ----------- | --------------- | ------------------------------------------------------------------------ | --- |
| Godzina: 19:45 |             | (0:1, 0:2, 0:0) | 05:40 (EQ) E. Josefsson 23:27 (PP) E. Josefsson 29:39 (PP2) T. Kiiskinen | Widzów: 1 871 Sędzia główny: Miroslav Stolc Marcus Vinnerborg Sędziowie liniowi: Roger Burgi Franco Castelli |
| Godzina: 19:45 | 12 min. kar |                 | 8 min. kar                                                               | Widzów: 1 871 Sędzia główny: Miroslav Stolc Marcus Vinnerborg Sędziowie liniowi: Roger Burgi Franco Castelli |

| 31 sierpnia 2017 | Växjö Lakers | 5:3 | HC Davos | Vida Arena, Växjö |

| Szczegóły      | Szczegóły | Szczegóły       | Szczegóły                                                      | Szczegóły                                                                                                |
| -------------- | --- | --------------- | -------------------------------------------------------------- | --- |
| Godzina: 18:30 | A. Brodecki (EQ) 07:22 N. Carnbäck (PP) 17:08 J. Persson (PP2) 39:38 M. Lundberg (EQ) 41:42 J. Pesonen (PP) 54:08 | (2:1, 1:1, 2:1) | 04:40 (PP) M. Nygren 33:39 (EQ) B. Little 53:11 (PP) D. Simion | Widzów: 5 350 Sędzia główny: Ken Mollard Sören Persson Sędziowie liniowi: Anders Nyqvist Ludvig Lundgren |
| Godzina: 18:30 | 8 min. kar |                 | 18 min. kar                                                    | Widzów: 5 350 Sędzia główny: Ken Mollard Sören Persson Sędziowie liniowi: Anders Nyqvist Ludvig Lundgren |

| 31 sierpnia 2017 | Cardiff Devils | 3:7 | Bílí tygři Liberec | Ice Arena Wales, Cardiff |

| Szczegóły      | Szczegóły                                                     | Szczegóły       | Szczegóły | Szczegóły                                                                                        |
| -------------- | ------------------------------------------------------------- | --------------- | --- | ------------------------------------------------------------------------------------------------ |
| Godzina: 20:00 | M. Myers (EQ) 03:16 P. Asselin (EQ) 04:47 L. Ulmer (EQ) 29:53 | (2:1, 1:4, 0:2) | 12:25 (PP) J. Ordoš 25:20 (EQ) J. Stránský 25:40 (PP) M. Bakoš 31:01 (EQ) F. Pyrochta 36:13 (EQ) M. Bakoš 41:46 (EQ) J. Ordoš 45:24 (PP) M. Bakoš | Widzów: 2 500 Sędzia główny: Mikko Kaukokari Tom Darnell Sędziowie liniowi: Sam Motton Matt Rose |
| Godzina: 20:00 | 39 min. kar                                                   |                 | 26 min. kar | Widzów: 2 500 Sędzia główny: Mikko Kaukokari Tom Darnell Sędziowie liniowi: Sam Motton Matt Rose |

| 2 września 2017 | Växjö Lakers | 6:3 | Bílí tygři Liberec | Vida Arena, Växjö |

| Szczegóły      | Szczegóły | Szczegóły       | Szczegóły                                                      | Szczegóły                                                                                                   |
| -------------- | --- | --------------- | -------------------------------------------------------------- | --- |
| Godzina: 15:00 | P. Netterberg (EQ) 10:43 E. Pettersson (PP) 27:00 E. Martinsson (PP) 27:20 J. Røndbjerg (EQ) 54:15 J. Røndbjerg (EQ)(EN) 57:06 R. Rosén (EQ)(EN) 58:04 | (1:0, 2:2, 3:1) | 35:07 (EQ) M. Bakoš 36:38 (PP) P. Jelínek 42:38 (EQ) K. Hrabík | Widzów: 5 350 Sędzia główny: Gordon Schukies Sören Persson Sędziowie liniowi: Johan Löfgren Ludvig Lundgren |
| Godzina: 15:00 | 20 min. kar |                 | 30 min. kar                                                    | Widzów: 5 350 Sędzia główny: Gordon Schukies Sören Persson Sędziowie liniowi: Johan Löfgren Ludvig Lundgren |

| 3 września 2017 | Cardiff Devils | 4:3 pd. | HC Davos | Ice Arena Wales, Cardiff |

| Szczegóły      | Szczegóły                                                                            | Szczegóły            | Szczegóły                                                           | Szczegóły                                                                                                |
| -------------- | ------------------------------------------------------------------------------------ | -------------------- | ------------------------------------------------------------------- | --- |
| Godzina: 19:00 | M. Richardson (EQ) 11:38 J. Martin (PP) 19:41 M. Pope (PP) 39:31 D. Paris (PP) 60:23 | (2:1, 1:2, 0:0, 1:0) | 03:23 (EQ) N. Eggenberger 22:43 (PP) A. Ambühl 33:27 (EQ) D. Simion | Widzów: 2 702 Sędzia główny: Mikko Kaukokari Tom Darnell Sędziowie liniowi: Andrew Dalton James Kavanagh |
| Godzina: 19:00 | 10 min. kar                                                                          |                      | 12 min. kar                                                         | Widzów: 2 702 Sędzia główny: Mikko Kaukokari Tom Darnell Sędziowie liniowi: Andrew Dalton James Kavanagh |

| 3 października 2017 | Bílí tygři Liberec | 4:3 | HC Davos | Home Credit Arena, Liberec |

| Szczegóły      | Szczegóły                                                                             | Szczegóły       | Szczegóły                                                       | Szczegóły                                                                                                  |
| -------------- | ------------------------------------------------------------------------------------- | --------------- | --------------------------------------------------------------- | --- |
| Godzina: 17:00 | D. Lakatoš (PP) 21:14 M. Bakoš (EQ) 35:30 L. Jašek (EQ) 45:23 M. Bulíř (EQ)(EN) 59:09 | (0:0, 2:1, 2:2) | 34:52 (EQ) B. Little 55:28 (EQ) S. Walser 59:18 (EQ) T. Kessler | Widzów: 4 241 Sędzia główny: Daniel Piechaczek Štěpán Souček Sędziowie liniowi: Tomáš Brejcha Kamil Zavřel |
| Godzina: 17:00 | 10 min. kar                                                                           |                 | 14 min. kar                                                     | Widzów: 4 241 Sędzia główny: Daniel Piechaczek Štěpán Souček Sędziowie liniowi: Tomáš Brejcha Kamil Zavřel |

| 3 października 2017 | Cardiff Devils | 5:1 | Växjö Lakers | Ice Arena Wales, Cardiff |

| Szczegóły      | Szczegóły | Szczegóły       | Szczegóły             | Szczegóły                                                                                         |
| -------------- | --- | --------------- | --------------------- | ------------------------------------------------------------------------------------------------- |
| Godzina: 20:00 | J. Morissette (PP) 09:27 S. Bentivoglio (EQ) 24:20 C. Moore (EQ) 35:20 J. Haddad (EQ) 45:20 M. Richardson (EQ) 57:06 | (1:0, 2:0, 2:1) | 44:23 (PP) L. Högberg | Widzów: 2 105 Sędzia główny: Marcus Vinnerborg Dean Smith Sędziowie liniowi: Sam Motton Matt Rose |
| Godzina: 20:00 | 6 min. kar |                 | 6 min. kar            | Widzów: 2 105 Sędzia główny: Marcus Vinnerborg Dean Smith Sędziowie liniowi: Sam Motton Matt Rose |

| 11 października 2017 | Växjö Lakers | 3:2 | Cardiff Devils | Vida Arena, Växjö |

| Szczegóły      | Szczegóły                                                             | Szczegóły       | Szczegóły                              | Szczegóły |
| -------------- | --------------------------------------------------------------------- | --------------- | -------------------------------------- | --- |
| Godzina: 19:00 | E. Martinsson (EQ) 00:54 D. Rahimi (EQ) 03:50 B. Shinnimin (PP) 20:26 | (2:1, 1:1, 0:0) | 05:37 (EQ) J. Batch 38:29 (EQ) M. Pope | Widzów: 4 884 Sędzia główny: Maxim Sidorenko Morgan Johansson Sędziowie liniowi: Anders Nyqvist Ludvig Lundgren |
| Godzina: 19:00 | 6 min. kar                                                            |                 | 6 min. kar                             | Widzów: 4 884 Sędzia główny: Maxim Sidorenko Morgan Johansson Sędziowie liniowi: Anders Nyqvist Ludvig Lundgren |

| 11 października 2017 | HC Davos | 3:2 | Bílí tygři Liberec | Vaillant Arena, Davos |

| Szczegóły      | Szczegóły                                                      | Szczegóły       | Szczegóły                              | Szczegóły                                                                                           |
| -------------- | -------------------------------------------------------------- | --------------- | -------------------------------------- | --------------------------------------------------------------------------------------------------- |
| Godzina: 19:45 | D. Wieser (EQ) 01:11 B. Little (PP) 23:09 B. Little (PP) 34:57 | (1:1, 2:0, 0:1) | 03:49 (EQ) J. Husa 55:51 (EQ) M. Teplý | Widzów: 1 917 Sędzia główny: Miroslav Stolc Andreas Koch Sędziowie liniowi: Cedric Borga Simon Wust |
| Godzina: 19:45 | 6 min. kar                                                     |                 | 6 min. kar                             | Widzów: 1 917 Sędzia główny: Miroslav Stolc Andreas Koch Sędziowie liniowi: Cedric Borga Simon Wust |

### Grupa F
| Lp. | Zespół              | M | Pkt | Z | WpD | PpD | P | G+ | G- | +/- |
| --- | ------------------- | - | --- | - | --- | --- | - | -- | -- | --- |
| 1   | Nottingham Panthers | 6 | 11  | 3 | 1   | 0   | 2 | 18 | 17 | +1  |
| 2   | SC Bern             | 6 | 9   | 3 | 0   | 0   | 3 | 21 | 16 | +5  |
| 3   | TPS Turku           | 6 | 9   | 3 | 0   | 0   | 3 | 12 | 15 | -3  |
| 4   | Mountfield HK       | 6 | 7   | 2 | 0   | 1   | 3 | 18 | 21 | -3  |

    = awans do 1/8 finału 
| 24 sierpnia 2017 | Mountfield HK | 5:1 | TPS Turku | Arena Hradec Králové, Hradec Králové |

| Szczegóły      | Szczegóły | Szczegóły       | Szczegóły               | Szczegóły                                                                                             |
| -------------- | --- | --------------- | ----------------------- | --- |
| Godzina: 17:00 | L. Vopelka (EQ) 12:39 R. Jarůšek (EQ) 16:32 P. Koukal (PP2) 40:24 L. Vopelka (EQ) 46:31 J. Bednář (PP) 57:20 | (2:0, 0:0, 3:1) | 55:01 (PP) L. Pajuniemi | Widzów: 3519 Sędzia główny: Jan Hribik Marian Rohatsch Sędziowie liniowi: Miroslav Lhotský Josef Špůr |
| Godzina: 17:00 | 8 min. kar                                                                                                   |                 | 12 min. kar             | Widzów: 3519 Sędzia główny: Jan Hribik Marian Rohatsch Sędziowie liniowi: Miroslav Lhotský Josef Špůr |

| 24 sierpnia 2017 | SC Bern | 5:2 | Nottingham Panthers | PostFinance Arena, Berno |

| Szczegóły      | Szczegóły                                                                                            | Szczegóły       | Szczegóły                                 | Szczegóły                                                                                               |
| -------------- | --- | --------------- | ----------------------------------------- | --- |
| Godzina: 19:45 | M. Noreau (PP) 03:41 S. Moser (PP) 05:08 G. Haas (EQ) 24:31 D. Meyer (EQ) 27:50 A. Berger (EQ) 34:27 | (2:0, 3:2, 0:0) | 21:43 (EQ) J. Shalla 36:44 (EQ) J. Shalla | Widzów: 6072 Sędzia główny: Ladislav Smetana Didier Massy Sędziowie liniowi: Cedric Borga Balazs Kovacs |
| Godzina: 19:45 | 4 min. kar                                                                                           |                 | 12 min. kar                               | Widzów: 6072 Sędzia główny: Ladislav Smetana Didier Massy Sędziowie liniowi: Cedric Borga Balazs Kovacs |

| 26 sierpnia 2017 | Mountfield HK | 2:4 | Nottingham Panthers | Arena Hradec Králové, Hradec Králové |

| Szczegóły      | Szczegóły                                      | Szczegóły       | Szczegóły                                                                               | Szczegóły                                                                                        |
| -------------- | ---------------------------------------------- | --------------- | --------------------------------------------------------------------------------------- | ------------------------------------------------------------------------------------------------ |
| Godzina: 18:00 | R. Kukumberg (EQ) 52:03 M. Rosandič (PP) 57:45 | (0:1, 0:1, 2:2) | 12:05 (PP) J. Shalla 29:19 (EQ) D. Spang 44:11 (PP) J. Shalla 54:22 (PP2) A. Mokszancew | Widzów: 3220 Sędzia główny: Viktor Birin Petr Úlehla Sędziowie liniowi: Jiří Ondráček Josef Špůr |
| Godzina: 18:00 | 20 min. kar                                    |                 | 24 min. kar                                                                             | Widzów: 3220 Sędzia główny: Viktor Birin Petr Úlehla Sędziowie liniowi: Jiří Ondráček Josef Špůr |

| 26 sierpnia 2017 | SC Bern | 4:0 | TPS Turku | PostFinance Arena, Berno |

| Szczegóły      | Szczegóły                                                                              | Szczegóły       | Szczegóły  | Szczegóły |
| -------------- | -------------------------------------------------------------------------------------- | --------------- | ---------- | --- |
| Godzina: 19:45 | M. Noreau (EQ) 05:35 M. Kämpf (EQ) 14:40 M. Arcobello (SH) 39:44 M. Pyörälä (EQ) 59:06 | (2:0, 1:0, 1:0) |            | Widzów: 5931 Sędzia główny: Daniel Piechaczek Daniel Stricker Sędziowie liniowi: Nicolas Fluri David Obwegeser |
| Godzina: 19:45 | 8 min. kar                                                                             |                 | 8 min. kar | Widzów: 5931 Sędzia główny: Daniel Piechaczek Daniel Stricker Sędziowie liniowi: Nicolas Fluri David Obwegeser |

| 31 sierpnia 2017 | TPS Turku | 3:1 | SC Bern | Gatorade Center, Turku |

| Szczegóły      | Szczegóły                                                        | Szczegóły       | Szczegóły            | Szczegóły                                                                                             |
| -------------- | ---------------------------------------------------------------- | --------------- | -------------------- | --- |
| Godzina: 18:00 | E. Perrin (EQ) 41:28 J. Virtanen (EQ) 48:44 T. Kallio (EQ) 52:40 | (0:1, 0:0, 3:0) | 01:11 (EQ) A. Ebbett | Widzów: 2905 Sędzia główny: Mikael Nord Anssi Salonen Sędziowie liniowi: Joona Elonen Sakari Suominen |
| Godzina: 18:00 | 8 min. kar                                                       |                 | 12 min. kar          | Widzów: 2905 Sędzia główny: Mikael Nord Anssi Salonen Sędziowie liniowi: Joona Elonen Sakari Suominen |

| 31 sierpnia 2017 | Nottingham Panthers | 4:3 pd. | Mountfield HK | Motorpoint Arena, Nottingham |

| Szczegóły      | Szczegóły                                                                        | Szczegóły            | Szczegóły                                                     | Szczegóły                                                                                           |
| -------------- | -------------------------------------------------------------------------------- | -------------------- | ------------------------------------------------------------- | --------------------------------------------------------------------------------------------------- |
| Godzina: 20:00 | Y. Sauve (EQ) 33:12 D. Clarke (EQ) 46:03 E. Mosey (EQ) 47:20 Y. Sauve (EQ) 60:09 | (0:0, 1:1, 2:2, 1:0) | 35:48 (PP) T. Zigo 51:51 (EQ) F. Jirásek 52:47 (PP) F. Pavlík | Widzów: 3801 Sędzia główny: Marc Iwert Liam Sewell Sędziowie liniowi: Andrew Dalton Danny Beresford |
| Godzina: 20:00 | 8 min. kar                                                                       |                      | 6 min. kar                                                    | Widzów: 3801 Sędzia główny: Marc Iwert Liam Sewell Sędziowie liniowi: Andrew Dalton Danny Beresford |

| 2 września 2017 | TPS Turku | 3:1 | Mountfield HK | Gatorade Center, Turku |

| Szczegóły      | Szczegóły                                                             | Szczegóły       | Szczegóły             | Szczegóły                                                                                             |
| -------------- | --------------------------------------------------------------------- | --------------- | --------------------- | --- |
| Godzina: 18:00 | I. Filppula (EQ) 30:32 T. Väyrynen (EQ) 38:18 M. Nurmi (SH)(EN) 57:58 | (0:0, 2:0, 1:1) | 56:28 (PP) B. Gregorc | Widzów: 2812 Sędzia główny: Stian Halm Jari-Pekka Pajula Sędziowie liniowi: Henri Neva Hannu Sormunen |
| Godzina: 18:00 | 6 min. kar                                                            |                 | 6 min. kar            | Widzów: 2812 Sędzia główny: Stian Halm Jari-Pekka Pajula Sędziowie liniowi: Henri Neva Hannu Sormunen |

| 2 września 2017 | Nottingham Panthers | 4:2 | SC Bern | Motorpoint Arena, Nottingham |

| Szczegóły      | Szczegóły                                                                                         | Szczegóły       | Szczegóły                                | Szczegóły                                                                                           |
| -------------- | ------------------------------------------------------------------------------------------------- | --------------- | ---------------------------------------- | --------------------------------------------------------------------------------------------------- |
| Godzina: 20:00 | A. Mokszancew (PP) 21:59 A. Mokszancew (EQ) 33:45 J. Brown (EQ) 41:03 R. Lachowicz (EQ)(EN) 59:49 | (0:2, 2:0, 2:0) | 04:50 (PP) S. Moser 18:03 (EQ) A. Ebbett | Widzów: 4890 Sędzia główny: Marc Iwert Liam Sewell Sędziowie liniowi: Andrew Dalton Danny Beresford |
| Godzina: 20:00 | 8 min. kar                                                                                        |                 | 12 min. kar                              | Widzów: 4890 Sędzia główny: Marc Iwert Liam Sewell Sędziowie liniowi: Andrew Dalton Danny Beresford |

| 3 października 2017 | Nottingham Panthers | 2:0 | TPS Turku | Motorpoint Arena, Nottingham |

| Szczegóły      | Szczegóły                                     | Szczegóły       | Szczegóły   | Szczegóły                                                                                          |
| -------------- | --------------------------------------------- | --------------- | ----------- | -------------------------------------------------------------------------------------------------- |
| Godzina: 20:00 | J. Shalla (EQ) 38:19 A. Mokszancew (EQ) 39:14 | (0:0, 2:0, 0:0) |             | Widzów: 4 499 Sędzia główny: Milan Zrnić Tom Pering Sędziowie liniowi: Danny Beresford Chris Wells |
| Godzina: 20:00 | 14 min. kar                                   |                 | 14 min. kar | Widzów: 4 499 Sędzia główny: Milan Zrnić Tom Pering Sędziowie liniowi: Danny Beresford Chris Wells |

| 4 października 2017 | Mountfield HK | 5:4 | SC Bern | Arena Hradec Králové, Hradec Králové |

| Szczegóły      | Szczegóły                                                                                                   | Szczegóły       | Szczegóły                                                                                 | Szczegóły                                                                                             |
| -------------- | --- | --------------- | ----------------------------------------------------------------------------------------- | --- |
| Godzina: 18:00 | J. Bednář (PP) 02:14 M. Dragoun (EQ) 05:05 B. Köhler (EQ) 17:31 J. Šimánek (PP) 21:46 J. Šimánek (EQ) 53:41 | (3:1, 1:2, 1:1) | 15:15 (EQ) G.A. Randegger 23:00 (PP) S. Moser 37:44 (EQ) M. Kämpf 55:56 (EQ) S. Bodenmann | Widzów: 2 567 Sędzia główny: Daniel Piechaczek Jan Hribik Sędziowie liniowi: Jakub Frodl Daniel Hynek |
| Godzina: 18:00 | 10 min. kar                                                                                                 |                 | 29 min. kar                                                                               | Widzów: 2 567 Sędzia główny: Daniel Piechaczek Jan Hribik Sędziowie liniowi: Jakub Frodl Daniel Hynek |

| 10 października 2017 | TPS Turku | 5:2 | Nottingham Panthers | Gatorade Center, Turku |

| Szczegóły      | Szczegóły | Szczegóły       | Szczegóły                                        | Szczegóły                                                                                                   |
| -------------- | --- | --------------- | ------------------------------------------------ | --- |
| Godzina: 18:00 | L. Ekeståhl-Jonsson (EQ) 07:23 T. Kallio (EQ) 11:23 P. Palmu (PP) 53:54 P. Palmu (PP) 55:50 L. Pajuniemi (PP) 57:27 | (2:1, 0:0, 3:1) | 07:06 (EQ) O. Betteridge 47:40 (EQ) R. Lachowicz | Widzów: 3 199 Sędzia główny: Mikael Holm Anssi Salonen Sędziowie liniowi: Markus Hägerström Sakari Suominen |
| Godzina: 18:00 | 37 min. kar |                 | 31 min. kar                                      | Widzów: 3 199 Sędzia główny: Mikael Holm Anssi Salonen Sędziowie liniowi: Markus Hägerström Sakari Suominen |

| 10 października 2017 | SC Bern | 5:2 | Mountfield HK | PostFinance Arena, Berno |

| Szczegóły      | Szczegóły | Szczegóły       | Szczegóły                                 | Szczegóły                                                                                                   |
| -------------- | --- | --------------- | ----------------------------------------- | --- |
| Godzina: 19:45 | T. Rüfenacht (PP) 21:32 R. Untersander (EQ) 26:50 M. Pyörälä (EQ) 32:51 T. Scherwey (EQ) 39:45 T. Scherwey (PP) 43:59 | (0:1, 4:0, 1:1) | 18:26 (EQ) L. Vopelka 51:00 (EQ) J. Muška | Widzów: 13 689 Sędzia główny: André Schrader Daniel Stricker Sędziowie liniowi: Roman Kaderli Balazs Kovacs |
| Godzina: 19:45 | 4 min. kar |                 | 30 min. kar                               | Widzów: 13 689 Sędzia główny: André Schrader Daniel Stricker Sędziowie liniowi: Roman Kaderli Balazs Kovacs |

### Grupa G
| Lp. | Zespół                 | M | Pkt | Z | WpD | PpD | P | G+ | G- | +/- |
| --- | ---------------------- | - | --- | - | --- | --- | - | -- | -- | --- |
| 1   | EHC Red Bull Monachium | 6 | 15  | 5 | 0   | 0   | 1 | 21 | 11 | +9  |
| 2   | Brynäs IF              | 6 | 14  | 4 | 1   | 0   | 1 | 25 | 12 | +13 |
| 3   | HIFK                   | 6 | 7   | 2 | 0   | 1   | 3 | 20 | 20 | 0   |
| 4   | Cracovia               | 6 | 0   | 0 | 0   | 0   | 6 | 8  | 31 | -23 |

    = awans do 1/8 finału 
| 25 sierpnia 2017 | Brynäs IF | 4:3 pd. | HIFK | Gavlerinken Arena, Gävle |

| Szczegóły      | Szczegóły                                                                             | Szczegóły            | Szczegóły                                                            | Szczegóły                                                                                               |
| -------------- | ------------------------------------------------------------------------------------- | -------------------- | -------------------------------------------------------------------- | --- |
| Godzina: 19:00 | A. Palushaj (PP) 29:16 A. Palushaj (EQ) 34:00 K. Clark (EA) 59:00 K. Clark (SO) 65:00 | (0:1, 2:0, 1:2, 1:0) | 12:31 (EQ) P. Carlsson 40:30 (PP) P. Carlsson 49:28 (EQ) H. Tamminen | Widzów: 2402 Sędzia główny: Pavel Hodek Mikael Andersson Sędziowie liniowi: Daniel Persson Jimmy Dahmén |
| Godzina: 19:00 | 12 min. kar                                                                           |                      | 8 min. kar                                                           | Widzów: 2402 Sędzia główny: Pavel Hodek Mikael Andersson Sędziowie liniowi: Daniel Persson Jimmy Dahmén |

| 25 sierpnia 2017 | EHC Red Bull Monachium | 6:2 | Cracovia | Olympia-Eisstadion, Monachium |

| Szczegóły      | Szczegóły | Szczegóły       | Szczegóły                                     | Szczegóły                                                                                                  |
| -------------- | --- | --------------- | --------------------------------------------- | --- |
| Godzina: 19:00 | F. Kettemer (EQ) 17:45 M. Lauridsen (EQ) 35:51 J. Jaffray (EQ) 39:08 P. Hager (PP) 50:00 J. Flaake (EQ) 57:05 A. Eder (EQ) 57:31 | (1:0, 2:1, 3:1) | 32:16 (SH) D. Kapica 46:24 (PP) M. Urbanowicz | Widzów: 2150 Sędzia główny: Milan Zrnić Stephan Bauer Sędziowie liniowi: Andreas Hofer Kilian Hinterdobler |
| Godzina: 19:00 | 16 min. kar |                 | 20 min. kar                                   | Widzów: 2150 Sędzia główny: Milan Zrnić Stephan Bauer Sędziowie liniowi: Andreas Hofer Kilian Hinterdobler |

| 27 sierpnia 2017 | Brynäs IF | 8:0 | Cracovia | Gavlerinken Arena, Gävle |

| Szczegóły      | Szczegóły | Szczegóły       | Szczegóły  | Szczegóły |
| -------------- | --- | --------------- | ---------- | --- |
| Godzina: 14:30 | J. Granström (EQ) 02:33 A. Palushaj (EQ) 15:36 L. Ölund (EQ) 27:51 L. Carlsson (EQ) 37:34 L. Ölund (EQ) 38:52 L. Caporusso (EQ) 46:44 J. Jensen (EQ) 52:08 L. Caporusso (EQ) 53:25 | (2:0, 3:0, 3:0) |            | Widzów: 1737 Sędzia główny: Jari-Pekka Pajula Andreas Harnebring Sędziowie liniowi: Daniel Persson Jimmy Dahmén |
| Godzina: 14:30 | 4 min. kar |                 | 8 min. kar | Widzów: 1737 Sędzia główny: Jari-Pekka Pajula Andreas Harnebring Sędziowie liniowi: Daniel Persson Jimmy Dahmén |

| 27 sierpnia 2017 | EHC Red Bull Monachium | 4:1 | HIFK | Olympia-Eisstadion, Monachium |

| Szczegóły      | Szczegóły                                                                                     | Szczegóły       | Szczegóły               | Szczegóły                                                                                                |
| -------------- | --------------------------------------------------------------------------------------------- | --------------- | ----------------------- | --- |
| Godzina: 18:00 | K. Abeltshauser (EQ) 11:28 D. Joslin (PP2) 22:32 B. Macek (EQ) 35:15 J. Matsumoto (PP2) 59:36 | (1:1, 2:0, 1:0) | 01:00 (PP) J-P. Haataja | Widzów: 2570 Sędzia główny: Marc Lemelin Stephan Bauer Sędziowie liniowi: Lukas Kohlmüller Andreas Hofer |
| Godzina: 18:00 | 33 min. kar                                                                                   |                 | 62 min. kar             | Widzów: 2570 Sędzia główny: Marc Lemelin Stephan Bauer Sędziowie liniowi: Lukas Kohlmüller Andreas Hofer |

| 1 września 2017 | HIFK | 2:5 | Brynäs IF | Helsingin Jäähalli, Helsinki |

| Szczegóły      | Szczegóły                                     | Szczegóły       | Szczegóły | Szczegóły                                                                                                   |
| -------------- | --------------------------------------------- | --------------- | --- | --- |
| Godzina: 18:00 | S. Salmela (PP) 47:20 Oliwer Kaski (EA) 56:35 | (0:1, 0:2, 2:2) | 19:53 (EQ) J. Jensen 22:34 (EQ) J. Alcén 29:59 (EQ) L. Caporusso 48:14 (EQ) A. Palushaj 59:37 (EQ)(EN) L. Ölund | Widzów: 3633 Sędzia główny: Marc Wiegand Aaro Brännare Sędziowie liniowi: Daniel Österholm Lauri Nikulainen |
| Godzina: 18:00 | 8 min. kar                                    |                 | 12 min. kar | Widzów: 3633 Sędzia główny: Marc Wiegand Aaro Brännare Sędziowie liniowi: Daniel Österholm Lauri Nikulainen |

| 1 września 2017 | Cracovia | 1:2 | EHC Red Bull Monachium | Lodowisko im. Adama „Rocha” Kowalskiego, Kraków |

| Szczegóły      | Szczegóły            | Szczegóły       | Szczegóły                                   | Szczegóły                                                                                                  |
| -------------- | -------------------- | --------------- | ------------------------------------------- | --- |
| Godzina: 18:30 | D. Kapica (PP) 48:26 | (0:1, 0:0, 1:1) | 14:05 (EQ) J. Matsumoto 46:24 (PP) D. Kahun | Widzów: 1807 Sędzia główny: Kristijan Nikolić Tomasz Radzik Sędziowie liniowi: Mariusz Smura Pawel Kosidło |
| Godzina: 18:30 | 6 min. kar           |                 | 8 min. kar                                  | Widzów: 1807 Sędzia główny: Kristijan Nikolić Tomasz Radzik Sędziowie liniowi: Mariusz Smura Pawel Kosidło |

| 3 września 2017 | HIFK | 2:4 | EHC Red Bull Monachium | Helsingin Jäähalli, Helsinki |

| Szczegóły      | Szczegóły                                   | Szczegóły       | Szczegóły                                                                                  | Szczegóły |
| -------------- | ------------------------------------------- | --------------- | ------------------------------------------------------------------------------------------ | --- |
| Godzina: 16:00 | H. Tamminen (EQ) 35:05 J. Jääskä (SH) 56:34 | (0:1, 1:2, 1:1) | 07:33 (EQ) S. Pinizzotto 36:07 (EQ) B. Macek 37:35 (EQ0 M. Christensen 59:04 (EN) P. Hager | Widzów: 2808 Sędzia główny: Stian Halm Stefan Fonselius Sędziowie liniowi: Markus Hägerström Sakari Suominen |
| Godzina: 16:00 | 31 min. kar                                 |                 | 35 min. kar                                                                                | Widzów: 2808 Sędzia główny: Stian Halm Stefan Fonselius Sędziowie liniowi: Markus Hägerström Sakari Suominen |

| 3 września 2017 | Cracovia | 2:3 | Brynäs IF | Tauron Arena Kraków, Kraków |

| Szczegóły      | Szczegóły                                 | Szczegóły       | Szczegóły                                                    | Szczegóły |
| -------------- | ----------------------------------------- | --------------- | ------------------------------------------------------------ | --- |
| Godzina: 16:30 | T. Sýkora (EQ) 31:36 T. Sýkora (PP) 39:30 | (0:0, 2:3, 0:0) | 33:24 (PP) L. Ölund 37:38 (EQ) S. Asklöf 39:49 (PP) K. Clark | Widzów: 1906 Sędzia główny: Nikolić Manuel Paweł Meszyński Sędziowie liniowi: Wojciech Moszczyński Rafał Noworyta |
| Godzina: 16:30 | 6 min. kar                                |                 | 10 min. kar                                                  | Widzów: 1906 Sędzia główny: Nikolić Manuel Paweł Meszyński Sędziowie liniowi: Wojciech Moszczyński Rafał Noworyta |

| 3 października 2017 | EHC Red Bull Monachium | 2:3 | Brynäs IF | Olympia-Eisstadion, Monachium |

| Szczegóły      | Szczegóły                                 | Szczegóły       | Szczegóły                                                        | Szczegóły |
| -------------- | ----------------------------------------- | --------------- | ---------------------------------------------------------------- | --- |
| Godzina: 18:00 | N. Strodel (EQ) 23:55 F. Mauer (PP) 30:42 | (0:1, 2:2, 0:0) | 05:43 (PP) K. Clark 21:53 (PP) J. Ikonen 32:30 (EQ) J. Blomqvist | Widzów: 2160 Sędzia główny: Marc Lemelin Stephan Bauer Sędziowie liniowi: Kilian Hinterdobler Tobias Schwenk |
| Godzina: 18:00 | 32 min. kar                               |                 | 10 min. kar                                                      | Widzów: 2160 Sędzia główny: Marc Lemelin Stephan Bauer Sędziowie liniowi: Kilian Hinterdobler Tobias Schwenk |

| 3 października 2017 | Cracovia | 0:6 | HIFK | Tauron Arena Kraków, Kraków |

| Szczegóły      | Szczegóły   | Szczegóły       | Szczegóły | Szczegóły                                                                                                 |
| -------------- | ----------- | --------------- | --- | --- |
| Godzina: 19:30 |             | (0:1, 0:3, 0:2) | 03:32 (EQ) N. Nordgren 31:20 (PP) P. Carlsson 34:25 (EQ) P. Carlsson 36:38 (EQ) N. Nordgren 40:51 (SH) P. Carlsson 54:53 (EQ) N. Nordgren | Widzów: 5300 Sędzia główny: Robin Šír Tomasz Radzik Sędziowie liniowi: Mariusz Smura Wojciech Moszczyński |
| Godzina: 19:30 | 12 min. kar |                 | 16 min. kar | Widzów: 5300 Sędzia główny: Robin Šír Tomasz Radzik Sędziowie liniowi: Mariusz Smura Wojciech Moszczyński |

| 10 października 2017 | HIFK | 6:3 | Cracovia | Helsingin Jäähalli, Helsinki |

| Szczegóły      | Szczegóły | Szczegóły       | Szczegóły                                                         | Szczegóły |
| -------------- | --- | --------------- | ----------------------------------------------------------------- | --- |
| Godzina: 18:00 | J. Malinen (EQ) 09:30 H. Tamminen (EQ) 34:18 T. Nykopp (EQ) 35:20 N. Nordgren (EQ) 35:37 V. Sopanen (EQ) 45:11 J-P. Haataja (EQ) 53:59 | (1:1, 3:1, 2:1) | 11:58 (PP) D. Kapica 39:43 (PP) M. Rompkowski P. Kalus (PP) 58:15 | Widzów: 3498 Sędzia główny: Štěpán Souček Aleksi Rantala Sędziowie liniowi: Lauri Nikulainen Daniel Österholm |
| Godzina: 18:00 | 16 min. kar |                 | 6 min. kar                                                        | Widzów: 3498 Sędzia główny: Štěpán Souček Aleksi Rantala Sędziowie liniowi: Lauri Nikulainen Daniel Österholm |

| 10 października 2017 | Brynäs IF | 2:3 | EHC Red Bull Monachium | Gavlerinken Arena, Gävle |

| Szczegóły      | Szczegóły                                   | Szczegóły       | Szczegóły                                                           | Szczegóły                                                                                               |
| -------------- | ------------------------------------------- | --------------- | ------------------------------------------------------------------- | --- |
| Godzina: 18:30 | D. Paille (PP) 11:48 A. Palushaj (EQ) 25:54 | (1:0, 1:1, 0:2) | 29:08 (EQ) M. Christensen 57:36 (PP) F. Mauer 59:59 (EA) M. Daubner | Widzów: 1256 Sędzia główny: Stefan Fonselius Daniel Winge Sędziowie liniowi: Daniel Persson Orjan Ahlen |
| Godzina: 18:30 | 10 min. kar                                 |                 | 6 min. kar                                                          | Widzów: 1256 Sędzia główny: Stefan Fonselius Daniel Winge Sędziowie liniowi: Daniel Persson Orjan Ahlen |

### Grupa H
| Lp. | Zespół         | M | Pkt | Z | WpD | PpD | P | G+ | G- | +/- |
| --- | -------------- | - | --- | - | --- | --- | - | -- | -- | --- |
| 1   | Frölunda HC    | 6 | 17  | 5 | 1   | 0   | 0 | 21 | 10 | +11 |
| 2   | ZSC Lions      | 6 | 11  | 3 | 0   | 2   | 1 | 24 | 10 | +14 |
| 3   | EC KAC         | 6 | 8   | 2 | 1   | 0   | 3 | 15 | 15 | 0   |
| 4   | Rapaces de Gap | 6 | 0   | 0 | 0   | 0   | 6 | 8  | 33 | -25 |

    = awans do 1/8 finału 
| 24 sierpnia 2017 | Frölunda HC | 5:4 pd. | ZSC Lions | Frölundaborg, Göteborg |

| Szczegóły      | Szczegóły | Szczegóły            | Szczegóły                                                                                 | Szczegóły |
| -------------- | --- | -------------------- | ----------------------------------------------------------------------------------------- | --- |
| Godzina: 18:30 | V. Olofsson (PP) 32:28 V. Olofsson (PP) 38:41 M. Donovan (PP) 56:07 J. Lundqvist (EA) 59:46 R. Lasch (EQ) 60:49 | (0:1, 2:2, 2:1, 1:0) | 05:12 (EQ) F. Pettersson 24:16 (PP) I. Pestoni 33:24 (EQ) F. Herzog 57:43 (EQ) R. Schappi | Widzów: 3128 Sędzia główny: Aaro Brännare Mikael Sjöqvist Sędziowie liniowi: Emil Wernström Alexander Waldejer |
| Godzina: 18:30 | 2 min. kar |                      | 8 min. kar                                                                                | Widzów: 3128 Sędzia główny: Aaro Brännare Mikael Sjöqvist Sędziowie liniowi: Emil Wernström Alexander Waldejer |

| 24 sierpnia 2017 | Rapaces de Gap | 3:6 | EC KAC | Alp'Arena, Gap |

| Szczegóły      | Szczegóły                                                         | Szczegóły       | Szczegóły | Szczegóły |
| -------------- | ----------------------------------------------------------------- | --------------- | --- | --- |
| Godzina: 20:30 | D. Thillet (EQ) 10:55 D. Thillet (PP) 21:10 E. Scheid (PP2) 31:46 | (1:4, 2:0, 0:2) | 04:21 (EQ) T. Koch 10:32 (EQ) M. Neal 14:21 (PP) M. Ganahl 16:06 (EQ) M. Neal 53:43 (PP) D. Fischer 58:58 (EQ) J. Talbot | Widzów: 1977 Sędzia główny: Daniel Gamper Geoffrey Barcelo Sędziowie liniowi: Guillaume Gielly Guihlerm Margry |
| Godzina: 20:30 | 14 min. kar                                                       |                 | 16 min. kar | Widzów: 1977 Sędzia główny: Daniel Gamper Geoffrey Barcelo Sędziowie liniowi: Guillaume Gielly Guihlerm Margry |

| 26 sierpnia 2017 | Rapaces de Gap | 1:11 | ZSC Lions | Alp'Arena, Gap |

| Szczegóły      | Szczegóły             | Szczegóły       | Szczegóły | Szczegóły                                                                                          |
| -------------- | --------------------- | --------------- | --- | -------------------------------------------------------------------------------------------------- |
| Godzina: 15:00 | S. Hulshof (PP) 19:10 | (1:2, 0:7, 0:2) | 12:27 (EQ) P. Suter 15:09 (PP0 F. Pettersson 25:17 (PP) P. Suter 29:27 (EQ0 F. Herzog 30:56 (EQ) F. Pettersson 31:38 (EQ) M. Seger 37:38 (EQ) R. Nilsson 39:03 (EQ) Ch. Baltisberger 39:24 (EQ) P. Suter 49:49 (PP) P. Suter 57:08 (SH) F. Herzog | Widzów: 1727 Sędzia główny: Daniel Gamper Damien Bliek Sędziowie liniowi: Joris Barcelo Yann Furet |
| Godzina: 15:00 | 10 min. kar           |                 | 14 min. kar | Widzów: 1727 Sędzia główny: Daniel Gamper Damien Bliek Sędziowie liniowi: Joris Barcelo Yann Furet |

| 26 sierpnia 2017 | Frölunda HC | 2:1 | EC KAC | Frölundaborg, Göteborg |

| Szczegóły      | Szczegóły                                         | Szczegóły       | Szczegóły          | Szczegóły |
| -------------- | ------------------------------------------------- | --------------- | ------------------ | --- |
| Godzina: 15:00 | J. Lundqvist (PP2) 18:52 P. Widerström (EQ) 49:46 | (1:0, 0:0, 1:1) | 40:12 (EQ) M. Neal | Widzów: 3039 Sędzia główny: Lassi Heikkinen Mikael Holm Sędziowie liniowi: Alexander Waldejer Henrik Pihlblad |
| Godzina: 15:00 | 10 min. kar                                       |                 | 10 min. kar        | Widzów: 3039 Sędzia główny: Lassi Heikkinen Mikael Holm Sędziowie liniowi: Alexander Waldejer Henrik Pihlblad |

| 31 sierpnia 2017 | EC KAC | 2:4 | Frölunda HC | Eissportzentrum Klagenfurt, Klagenfurt am Wörthersee |

| Szczegóły      | Szczegóły                                 | Szczegóły       | Szczegóły                                                                                            | Szczegóły                                                                                               |
| -------------- | ----------------------------------------- | --------------- | --- | --- |
| Godzina: 19:30 | M. Richter (PP) 19:09 S. Geier (EQ) 39:04 | (1:2, 1:2, 0:0) | 13:02 (EQ) J. Lundqvist 16:26 (EQ) M. Rosseli-Olsen 22:47 (EQ) C. Grundström 26:43 (EQ) J. Lundqvist | Widzów: 3889 Sędzia główny: Stephan Bauer Marc Lemelin Sędziowie liniowi: Elias Seewald David Nothegger |
| Godzina: 19:30 | 8 min. kar                                |                 | 6 min. kar                                                                                           | Widzów: 3889 Sędzia główny: Stephan Bauer Marc Lemelin Sędziowie liniowi: Elias Seewald David Nothegger |

| 31 sierpnia 2017 | ZSC Lions | 4:0 | Rapaces de Gap | Hallenstadion, Zurych |

| Szczegóły      | Szczegóły                                                                              | Szczegóły       | Szczegóły  | Szczegóły                                                                                              |
| -------------- | -------------------------------------------------------------------------------------- | --------------- | ---------- | --- |
| Godzina: 19:45 | F. Pettersson (PP0 05:42 M. Seger (EQ) 16:30 I. Pestoni (EQ) 31:18 P. Suter (EQ) 51:02 | (2:0, 1:0, 1:0) |            | Widzów: 4020 Sędzia główny: Andreas Koch Ansons Andris Sędziowie liniowi: Bürgi Roger Progi Marc-Henri |
| Godzina: 19:45 | 4 min. kar                                                                             |                 | 4 min. kar | Widzów: 4020 Sędzia główny: Andreas Koch Ansons Andris Sędziowie liniowi: Bürgi Roger Progi Marc-Henri |

| 2 września 2017 | EC KAC | 4:2 | Rapaces de Gap | Eissportzentrum Klagenfurt, Klagenfurt am Wörthersee |

| Szczegóły      | Szczegóły                                                                                | Szczegóły       | Szczegóły                             | Szczegóły                                                                                                   |
| -------------- | ---------------------------------------------------------------------------------------- | --------------- | ------------------------------------- | --- |
| Godzina: 19:30 | J. Bischofberger (EQ) 01:17 T. Koch (EQ) 01:38 R. Regehr (PP) 09:12 R. Regehr (SH) 56:30 | (3:0, 0:2, 1:0) | 23:05 (EQ) M. Ross 31:42 (EQ) M. Ross | Widzów: 2216 Sędzia główny: Stephan Bauer Miroslav Stolc Sędziowie liniowi: Damir Raković Gasper Jaka Zgonc |
| Godzina: 19:30 | 8 min. kar                                                                               |                 | 14 min. kar                           | Widzów: 2216 Sędzia główny: Stephan Bauer Miroslav Stolc Sędziowie liniowi: Damir Raković Gasper Jaka Zgonc |

| 2 września 2017 | ZSC Lions | 1:2 | Frölunda HC | Hallenstadion, Zurych |

| Szczegóły      | Szczegóły                | Szczegóły       | Szczegóły                                      | Szczegóły                                                                                                |
| -------------- | ------------------------ | --------------- | ---------------------------------------------- | --- |
| Godzina: 19:45 | F. Pettersson (EQ) 29:58 | (0:1, 1:0, 0:1) | 13:57 (EQ) J. Lundqvist 52:05 (PP) V. Olofsson | Widzów: 5112 Sędzia główny: Pavel Hodek Marcus Vinnerborg Sędziowie liniowi: Roman Kaderli Balazs Kovacs |
| Godzina: 19:45 | 16 min. kar              |                 | 10 min. kar                                    | Widzów: 5112 Sędzia główny: Pavel Hodek Marcus Vinnerborg Sędziowie liniowi: Roman Kaderli Balazs Kovacs |

| 3 października 2017 | Frölunda HC | 5:1 | Rapaces de Gap | Frölundaborg, Göteborg |

| Szczegóły      | Szczegóły                                                                                                   | Szczegóły       | Szczegóły              | Szczegóły                                                                                                   |
| -------------- | --- | --------------- | ---------------------- | --- |
| Godzina: 18:30 | Ch. Ehn (EQ) 10:38 R. Lasch (EQ) 21:21 L. Andersson (PP) 33:30 R. Lasch (PP) 34:55 F. Westerlund (EQ) 45:03 | (1:0, 3:1, 1:0) | 29:31 (PP) D. Tringale | Widzów: 2418 Sędzia główny: Anssi Salonen Mikael Nord Sędziowie liniowi: Alexander Waldejer Andreas Nyqvist |
| Godzina: 18:30 | 6 min. kar                                                                                                  |                 | 6 min. kar             | Widzów: 2418 Sędzia główny: Anssi Salonen Mikael Nord Sędziowie liniowi: Alexander Waldejer Andreas Nyqvist |

| 3 października 2017 | EC KAC | 2:1 pd. | ZSC Lions | Eissportzentrum Klagenfurt, Klagenfurt am Wörthersee |

| Szczegóły      | Szczegóły                                   | Szczegóły            | Szczegóły                   | Szczegóły |
| -------------- | ------------------------------------------- | -------------------- | --------------------------- | --- |
| Godzina: 19:30 | J. Talbot (SH) 12:42 M. Schumnig (EQ) 60:24 | (1:0, 0:0, 0:1, 1:0) | 54:43 (PP) Ch. Baltisberger | Widzów: 1653 Sędzia główny: Marian Rohatsch Ladislav Smetana Sędziowie liniowi: Maxmillian Verwohner Damir Raković |
| Godzina: 19:30 | 6 min. kar                                  |                      | 4 min. kar                  | Widzów: 1653 Sędzia główny: Marian Rohatsch Ladislav Smetana Sędziowie liniowi: Maxmillian Verwohner Damir Raković |

| 10 października 2017 | Rapaces de Gap | 1:3 | Frölunda HC | Alp'Arena, Gap |

| Szczegóły      | Szczegóły             | Szczegóły       | Szczegóły                                                             | Szczegóły |
| -------------- | --------------------- | --------------- | --------------------------------------------------------------------- | --- |
| Godzina: 20:30 | L. Farnier (EQ) 14:01 | (1:0, 0:1, 0:2) | 26:16 (EQ0 R. Dahlin 49:03 (EQ) L. Andersson 59:31 (EN) P. Widerström | Widzów: 1485 Sędzia główny: Ladislav Smetana Geoffrey Barcelo Sędziowie liniowi: Clement Goncalvez Joris Barcello |
| Godzina: 20:30 | 6 min. kar            |                 | 12 min. kar                                                           | Widzów: 1485 Sędzia główny: Ladislav Smetana Geoffrey Barcelo Sędziowie liniowi: Clement Goncalvez Joris Barcello |

| 11 października 2017 | ZSC Lions | 3:0 | EC KAC | Hallenstadion, Zurych |

| Szczegóły      | Szczegóły                                                        | Szczegóły       | Szczegóły   | Szczegóły                                                                                           |
| -------------- | ---------------------------------------------------------------- | --------------- | ----------- | --------------------------------------------------------------------------------------------------- |
| Godzina: 19:45 | F. Pettersson (EQ) 10:04 P. Suter (PP) 16:01 D. Shore (EQ) 28:40 | (2:0, 1:0, 0:0) |             | Widzów: 2100 Sędzia główny: Sören Persson Ken Mollard Sędziowie liniowi: Balazs Kovacs Stany Gnemmi |
| Godzina: 19:45 | 6 min. kar                                                       |                 | 12 min. kar | Widzów: 2100 Sędzia główny: Sören Persson Ken Mollard Sędziowie liniowi: Balazs Kovacs Stany Gnemmi |

## Faza pucharowa

### Rozstawienie
Po zakończeniu sezonu zasadniczego 16 zespołów zapewniło sobie start w fazie pucharowej. Wśród nich znalazły się po dwie drużyny z każdej z grup. Zwycięzcy grup zostali rozstawieni podczas losowania 1/8 finału. W dalszych rundach nie występuje rozstawienie.
Pierwsza runda rozpoczęła się 31 października 2017, zaś zakończenie rywalizacji odbyło się w finałowym spotkaniu, które miało miejsce 6 lutego 2018.
| Grupa | Zwycięzcy grup (Rozstawieni) | Wicemistrzowie grup (Nierozstawieni) |
| ----- | ---------------------------- | ------------------------------------ |
| A     | Tappara                      | EC Red Bull Salzburg                 |
| B     | Malmö Redhawks               | HC Kometa Brno                       |
| C     | EV Zug                       | JYP                                  |
| D     | Adler Mannheim               | HC Oceláři Trzyniec                  |
| E     | Växjö Lakers                 | Bílí tygři Liberec                   |
| F     | Nottingham Panthers          | SC Bern                              |
| G     | EHC Red Bull Monachium       | Brynäs IF                            |
| H     | Frölunda HC                  | ZSC Lions                            |

### Drabinka
Po zakończeniu sezonu zasadniczego rozpoczęła się walka o mistrzostwo ligi w fazie pucharowej, która została rozegrana w czterech rundach. Drużyna, która zajęła wyższe miejsce w sezonie zasadniczym w nagrodę została gospodarzem rewanżowego meczu. Trzy rundy rozgrywane były w formule mecz-rewanż, zaś finał rozgrywany był na lodowisku lepszej drużyny fazy grupowej. Jeżeli w rezultacie dwumeczu wystąpił remis, została rozegrana 10 minutowa dogrywka, jeżeli w tym czasie nie padła bramka, rozegrane zostały rzuty karne. W finale, jeżeli w regulaminowym czasie nie padła bramka, została rozegrana 20 minutowa dogrywka, a w razie braku rozstrzygnięcia rzuty karne.
|  |                        |                        |                     |                     |            |   |   |              |              |              |              |              |  |  |           |           |           |           |           |  |  |       |       |       |
|  | 1/8 finału             | 1/8 finału             | 1/8 finału          | 1/8 finału          | 1/8 finału |   |   | Ćwierćfinały | Ćwierćfinały | Ćwierćfinały | Ćwierćfinały | Ćwierćfinały |  |  | Półfinały | Półfinały | Półfinały | Półfinały | Półfinały |  |  | Finał | Finał | Finał |
|  | 1/8 finału             | 1/8 finału             | 1/8 finału          | 1/8 finału          | 1/8 finału |   |   | Ćwierćfinały | Ćwierćfinały | Ćwierćfinały | Ćwierćfinały | Ćwierćfinały |  |  | Półfinały | Półfinały | Półfinały | Półfinały | Półfinały |  |  | Finał | Finał | Finał |
|  |                        |                        |                     |                     |            |   |   |              |              |              |              |              |  |  |           |           |           |           |           |  |  |       |       |       |
|  |                        |                        |                     |                     |            |   |   |              |              |              |              |              |  |  |           |           |           |           |           |  |  |       |       |       |
|  | JYP                    | JYP                    | 3                   | 2                   | 5          |   |   |              |              |              |              |              |  |  |           |           |           |           |           |  |  |       |       |       |
|  | JYP                    | JYP                    | 3                   | 2                   | 5          |   |   |              |              |              |              |              |  |  |           |           |           |           |           |  |  |       |       |       |
|  | Tappara                | Tappara                | 1                   | 3                   | 4          |   |   |              |              |              |              |              |  |  |           |           |           |           |           |  |  |       |       |       |
|  | Tappara                | Tappara                | 1                   | 3                   | 4          |   |   | JYP          | JYP          | 3            | 5            | 8            |  |  |           |           |           |           |           |  |  |       |       |       |
|  |                        |                        |                     |                     |            |   |   | JYP          | JYP          | 3            | 5            | 8            |  |  |           |           |           |           |           |  |  |       |       |       |
|  |                        |                        | HC Kometa Brno      | HC Kometa Brno      | 3          | 3 | 6 |              |              |              |              |              |  |  |           |           |           |           |           |  |  |       |       |       |
|  | HC Kometa Brno         | HC Kometa Brno         | HC Kometa Brno      | HC Kometa Brno      | 3          | 3 | 6 | 4            | 5            | 9            |              |              |  |  |           |           |           |           |           |  |  |       |       |       |
|  | HC Kometa Brno         | HC Kometa Brno         |                     |                     |            |   |   |              |              | 9            |              |              |  |  |           |           |           |           |           |  |  |       |       |       |
|  | EV Zug                 | EV Zug                 | 3                   | 2                   | 5          |   |   |              |              |              |              |              |  |  |           |           |           |           |           |  |  |       |       |       |
|  | EV Zug                 | EV Zug                 | 3                   | 2                   | 5          |   |   | JYP          | JYP          | 4            | 3            | 7            |  |  |           |           |           |           |           |  |  |       |       |       |
|  |                        |                        |                     |                     |            |   |   |              |              |              |              |              |  |  |           |           |           |           |           |  |  |       |       |       |
|  |                        |                        | HC Oceláři Trzyniec | HC Oceláři Trzyniec | 2          | 4 | 6 |              |              |              |              |              |  |  |           |           |           |           |           |  |  |       |       |       |
|  | Brynäs IF              | Brynäs IF              | HC Oceláři Trzyniec | HC Oceláři Trzyniec | 2          | 4 | 6 | 3            | 2            | 5            |              |              |  |  |           |           |           |           |           |  |  |       |       |       |
|  | Brynäs IF              | Brynäs IF              |                     |                     |            |   |   |              |              | 5            |              |              |  |  |           |           |           |           |           |  |  |       |       |       |
|  | Adler Mannheim         | Adler Mannheim         | 2                   | 1                   | 3          |   |   |              |              |              |              |              |  |  |           |           |           |           |           |  |  |       |       |       |
|  | Adler Mannheim         | Adler Mannheim         | 2                   | 1                   | 3          |   |   | Brynäs IF    | Brynäs IF    | 1            | 3            | 4            |  |  |           |           |           |           |           |  |  |       |       |       |
|  |                        |                        |                     |                     |            |   |   | Brynäs IF    | Brynäs IF    | 1            | 3            | 4            |  |  |           |           |           |           |           |  |  |       |       |       |
|  |                        |                        | HC Oceláři Trzyniec | HC Oceláři Trzyniec | 3          | 5 | 8 |              |              |              |              |              |  |  |           |           |           |           |           |  |  |       |       |       |
|  | HC Oceláři Trzyniec    | HC Oceláři Trzyniec    | HC Oceláři Trzyniec | HC Oceláři Trzyniec | 3          | 5 | 8 | 2            | 2            | 4            |              |              |  |  |           |           |           |           |           |  |  |       |       |       |
|  | HC Oceláři Trzyniec    | HC Oceláři Trzyniec    |                     |                     |            |   |   |              |              | 4            |              |              |  |  |           |           |           |           |           |  |  |       |       |       |
|  | Malmö Redhawks         | Malmö Redhawks         | 1                   | 1                   | 2          |   |   |              |              |              |              |              |  |  |           |           |           |           |           |  |  |       |       |       |
|  | Malmö Redhawks         | Malmö Redhawks         | 1                   | 1                   | 2          |   |   | JYP          | JYP          | 2            |              |              |  |  |           |           |           |           |           |  |  |       |       |       |
|  |                        |                        |                     |                     |            |   |   |              |              |              |              |              |  |  |           |           |           |           |           |  |  |       |       |       |
|  |                        |                        | Växjö Lakers        | Växjö Lakers        | 0          |   |   |              |              |              |              |              |  |  |           |           |           |           |           |  |  |       |       |       |
|  | EC Red Bull Salzburg   | EC Red Bull Salzburg   | Växjö Lakers        | Växjö Lakers        | 0          | 2 | 3 | 5            |              |              |              |              |  |  |           |           |           |           |           |  |  |       |       |       |
|  | EC Red Bull Salzburg   | EC Red Bull Salzburg   |                     |                     |            |   |   |              |              |              |              |              |  |  |           |           |           |           |           |  |  |       |       |       |
|  | Växjö Lakers           | Växjö Lakers           | 1                   | 5                   | 6          |   |   |              |              |              |              |              |  |  |           |           |           |           |           |  |  |       |       |       |
|  | Växjö Lakers           | Växjö Lakers           | 1                   | 5                   | 6          |   |   | Växjö Lakers | Växjö Lakers | 2            | 4            | 6            |  |  |           |           |           |           |           |  |  |       |       |       |
|  |                        |                        |                     |                     |            |   |   | Växjö Lakers | Växjö Lakers | 2            | 4            | 6            |  |  |           |           |           |           |           |  |  |       |       |       |
|  |                        |                        | SC Bern             | SC Bern             | 3          | 2 | 5 |              |              |              |              |              |  |  |           |           |           |           |           |  |  |       |       |       |
|  | SC Bern                | SC Bern                | SC Bern             | SC Bern             | 3          | 2 | 5 | 2            | 5            | 7            |              |              |  |  |           |           |           |           |           |  |  |       |       |       |
|  | SC Bern                | SC Bern                |                     |                     |            |   |   |              |              | 7            |              |              |  |  |           |           |           |           |           |  |  |       |       |       |
|  | EHC Red Bull Monachium | EHC Red Bull Monachium | 3                   | 2                   | 5          |   |   |              |              |              |              |              |  |  |           |           |           |           |           |  |  |       |       |       |
|  | EHC Red Bull Monachium | EHC Red Bull Monachium | 3                   | 2                   | 5          |   |   | Växjö Lakers | Växjö Lakers | 1            | 6            | 7            |  |  |           |           |           |           |           |  |  |       |       |       |
|  |                        |                        |                     |                     |            |   |   |              |              |              |              |              |  |  |           |           |           |           |           |  |  |       |       |       |
|  |                        |                        | Bílí tygři Liberec  | Bílí tygři Liberec  | 1          | 1 | 2 |              |              |              |              |              |  |  |           |           |           |           |           |  |  |       |       |       |
|  | ZSC Lions              | ZSC Lions              | Bílí tygři Liberec  | Bílí tygři Liberec  | 1          | 1 | 2 | 3            | 3            | 6            |              |              |  |  |           |           |           |           |           |  |  |       |       |       |
|  | ZSC Lions              | ZSC Lions              |                     |                     |            |   |   |              |              | 6            |              |              |  |  |           |           |           |           |           |  |  |       |       |       |
|  | Nottingham Panthers    | Nottingham Panthers    | 1                   | 0                   | 1          |   |   |              |              |              |              |              |  |  |           |           |           |           |           |  |  |       |       |       |
|  | Nottingham Panthers    | Nottingham Panthers    | 1                   | 0                   | 1          |   |   | ZSC Lions    | ZSC Lions    | 1            | 0            | 1            |  |  |           |           |           |           |           |  |  |       |       |       |
|  |                        |                        |                     |                     |            |   |   | ZSC Lions    | ZSC Lions    | 1            | 0            | 1            |  |  |           |           |           |           |           |  |  |       |       |       |
|  |                        |                        | Bílí tygři Liberec  | Bílí tygři Liberec  | 0          | 2 | 2 |              |              |              |              |              |  |  |           |           |           |           |           |  |  |       |       |       |
|  | Bílí tygři Liberec     | Bílí tygři Liberec     | Bílí tygři Liberec  | Bílí tygři Liberec  | 0          | 2 | 2 | 2            | 6            | 8            |              |              |  |  |           |           |           |           |           |  |  |       |       |       |
|  | Bílí tygři Liberec     | Bílí tygři Liberec     |                     |                     |            |   |   |              |              | 8            |              |              |  |  |           |           |           |           |           |  |  |       |       |       |
|  | Frölunda HC            | Frölunda HC            | 3                   | 4                   | 7          |   |   |              |              |              |              |              |  |  |           |           |           |           |           |  |  |       |       |       |
|  | Frölunda HC            | Frölunda HC            | 3                   | 4                   | 7          |   |   |              |              |              |              |              |  |  |           |           |           |           |           |  |  |       |       |       |
|  |                        |                        |                     |                     |            |   |   |              |              |              |              |              |  |  |           |           |           |           |           |  |  |       |       |       |

### 1/8 finału
Mecze tej fazy rozgrywek odbyły się w dniach 31 października oraz 7 listopada 2017 roku. Losowanie par meczowych odbyło się 13 października 2017 w Helsinkach.
| 31 października 2017 | Bílí tygři Liberec | 2:3 | Frölunda HC | Home Credit Arena, Liberec |

| Szczegóły      | Szczegóły                                   | Szczegóły       | Szczegóły                                                           | Szczegóły                                                                                             |
| -------------- | ------------------------------------------- | --------------- | ------------------------------------------------------------------- | --- |
| Godzina: 17:00 | M. Bakoš (EQ) 09:53 L. Krenželok (EQ) 43:14 | (1:0, 0:2, 1:1) | 24:15 (EQ) S. Stålberg 28:28 (PP) J. Lundqvist 53:11 (PP) R. Dahlin | Widzów: 3712 Sędzia główny: Peter Stano Jozef Kubuš Sędziowie liniowi: Miroslav Lhotský Jiří Ondráček |
| Godzina: 17:00 | 8 min. kar                                  |                 | 10 min. kar                                                         | Widzów: 3712 Sędzia główny: Peter Stano Jozef Kubuš Sędziowie liniowi: Miroslav Lhotský Jiří Ondráček |

| 31 października 2017 | JYP | 3:1 | Tappara | LähiTapiola Areena, Jyväskylä |

| Szczegóły      | Szczegóły                                                            | Szczegóły       | Szczegóły          | Szczegóły                                                                                                 |
| -------------- | -------------------------------------------------------------------- | --------------- | ------------------ | --- |
| Godzina: 18:00 | M. Miklík (EQ) 10:41 A. Suomela (EQ) 41:40 J. Tuppurainen (EQ) 56:17 | (1:0, 0:0, 2:1) | 47:38 (EQ) J. Jasu | Widzów: 3279 Sędzia główny: Andris Ansons Mikael Sjöqvist Sędziowie liniowi: Pasi Nieminen Hannu Sormunen |
| Godzina: 18:00 | 2 min. kar                                                           |                 | 2 min. kar         | Widzów: 3279 Sędzia główny: Andris Ansons Mikael Sjöqvist Sędziowie liniowi: Pasi Nieminen Hannu Sormunen |

| 31 października 2017 | Malmö Redhawks | 1:2 | HC Oceláři Trzyniec | Malmö Arena, Malmö |

| Szczegóły      | Szczegóły                                     | Szczegóły       | Szczegóły             | Szczegóły                                                                                                  |
| -------------- | --------------------------------------------- | --------------- | --------------------- | --- |
| Godzina: 18:30 | N. Hardt (EQ) 21:10 A. Chmielewski (EQ) 57:10 | (0:0, 1:0, 0:2) | 40:53 (EQ) V. Svačina | Widzów: 1662 Sędzia główny: Marc Wiegand Daniel Stricker Sędziowie liniowi: Ludvig Lundgren Anders Nyqvist |
| Godzina: 18:30 | 6 min. kar                                    |                 | 10 min. kar           | Widzów: 1662 Sędzia główny: Marc Wiegand Daniel Stricker Sędziowie liniowi: Ludvig Lundgren Anders Nyqvist |

| 31 października 2017 | HC Kometa Brno | 4:3 | EV Zug | DRFG Arena, Brno |

| Szczegóły      | Szczegóły                                                                          | Szczegóły       | Szczegóły                                                        | Szczegóły                                                                                             |
| -------------- | ---------------------------------------------------------------------------------- | --------------- | ---------------------------------------------------------------- | --- |
| Godzina: 19:00 | J. Süss (EQ) 02:36 A. Mallet (SH) 36:15 M. Haščák (PP2) 48:36 M. Haščák (PP) 56:48 | (1:0, 1:2, 2:1) | 28:25 (EQ) V. Stalberg 38:08 (SH) R. Suri 59:20 (PP) D. McIntyre | Widzów: 3345 Sędzia główny: Kristian Vikman Anssi Salonen Sędziowie liniowi: Tomáš Brejcha Jiří Frodl |
| Godzina: 19:00 | 8 min. kar                                                                         |                 | 16 min. kar                                                      | Widzów: 3345 Sędzia główny: Kristian Vikman Anssi Salonen Sędziowie liniowi: Tomáš Brejcha Jiří Frodl |

| 31 października 2017 | EC Red Bull Salzburg | 2:1 | Växjö Lakers | Eisarena Salzburg, Salzburg |

| Szczegóły      | Szczegóły                                        | Szczegóły       | Szczegóły             | Szczegóły                                                                                                |
| -------------- | ------------------------------------------------ | --------------- | --------------------- | --- |
| Godzina: 19:30 | M. Schiechl (EQ) 02:04 A. Pallestrang (EQ) 06:52 | (2:0, 0:1, 0:0) | 36:49 (EQ) L. Fröberg | Widzów: 2561 Sędzia główny: Ivan Fateev Marian Rohatsch Sędziowie liniowi: Elias Seewald David Nothegger |
| Godzina: 19:30 | 6 min. kar                                       |                 | 2 min. kar            | Widzów: 2561 Sędzia główny: Ivan Fateev Marian Rohatsch Sędziowie liniowi: Elias Seewald David Nothegger |

| 31 października 2017 | Adler Mannheim | 2:3 | Brynäs IF | SAP Arena, Mannheim |

| Szczegóły      | Szczegóły                                   | Szczegóły       | Szczegóły                                                      | Szczegóły |
| -------------- | ------------------------------------------- | --------------- | -------------------------------------------------------------- | --- |
| Godzina: 19:30 | M. Plachta (EQ) 34:00 M. Plachta (EQ) 57:38 | (0:1, 1:2, 1:0) | 14:46 (EQ) D. Paille 29:14 (EQ) A. Hirsch 35:29 (EQ) J. Jensen | Widzów: 4176 Sędzia główny: Daniel Pražák Vladimír Pešina Sędziowie liniowi: Robert Schelewski Tobias Schwenk |
| Godzina: 19:30 | 6 min. kar                                  |                 | 10 min. kar                                                    | Widzów: 4176 Sędzia główny: Daniel Pražák Vladimír Pešina Sędziowie liniowi: Robert Schelewski Tobias Schwenk |

| 31 października 2017 | ZSC Lions | 3:1 | Nottingham Panthers | Hallenstadion, Zurych |

| Szczegóły      | Szczegóły                                                        | Szczegóły       | Szczegóły             | Szczegóły                                                                                             |
| -------------- | ---------------------------------------------------------------- | --------------- | --------------------- | --- |
| Godzina: 19:45 | S. Guerra (EQ) 08:56 R. Wick (EQ) 45:51 F. Pettersson (EQ) 55:40 | (1:0, 0:0, 2:1) | 40:52 (EQ) B. Perlini | Widzów: 3024 Sędzia główny: André Schrader Aleksi Rantala Sędziowie liniowi: Nicolas Fluri Simon Wust |
| Godzina: 19:45 | 8 min. kar                                                       |                 | 4 min. kar            | Widzów: 3024 Sędzia główny: André Schrader Aleksi Rantala Sędziowie liniowi: Nicolas Fluri Simon Wust |

| 31 października 2017 | SC Bern | 2:3 | EHC Red Bull Monachium | PostFinance Arena, Berno |

| Szczegóły      | Szczegóły                                  | Szczegóły       | Szczegóły                                                     | Szczegóły                                                                                           |
| -------------- | ------------------------------------------ | --------------- | ------------------------------------------------------------- | --------------------------------------------------------------------------------------------------- |
| Godzina: 19:45 | A. Ebbett (PP) 13:41 J. Krueger (EQ) 26:28 | (0:1, 1:0, 0:1) | 21:16 (EQ) K. Aucoin 23:57 (EQ) A. Eder 58:21 (EQ) M. Kastner | Widzów: 13763 Sędzia główny: Mikael Holm Linus Öhlund Sędziowie liniowi: Cedric Borga Balazs Kovacs |
| Godzina: 19:45 | 2 min. kar                                 |                 | 8 min. kar                                                    | Widzów: 13763 Sędzia główny: Mikael Holm Linus Öhlund Sędziowie liniowi: Cedric Borga Balazs Kovacs |

| 7 listopada 2017 | Tappara | 3:2 | JYP | Hakametsä Stadium, Tampere |

| Szczegóły      | Szczegóły                                                            | Szczegóły       | Szczegóły                                   | Szczegóły |
| -------------- | -------------------------------------------------------------------- | --------------- | ------------------------------------------- | --- |
| Godzina: 18:00 | K. Kuusela (EQ) 03:12 J-M. Järvinen (PP) 49:28 J. Peltola (PP) 54:14 | (1:0, 0:2, 2:0) | 22:17 (EQ0 A. Suomela 35:00 (EQ) M. Kalteva | Widzów: 4221 Sędzia główny: Maxim Sidorenko Sören Persson Sędziowie liniowi: Markus Hagerström Sakari Suominen |
| Godzina: 18:00 | 2 min. kar                                                           |                 | 12 min. kar                                 | Widzów: 4221 Sędzia główny: Maxim Sidorenko Sören Persson Sędziowie liniowi: Markus Hagerström Sakari Suominen |

| 7 listopada 2017 | HC Oceláři Trzyniec | 2:1 | Malmö Redhawks | Werk Arena, Trzyniec |

| Szczegóły      | Szczegóły                                      | Szczegóły       | Szczegóły              | Szczegóły                                                                                           |
| -------------- | ---------------------------------------------- | --------------- | ---------------------- | --------------------------------------------------------------------------------------------------- |
| Godzina: 18:00 | T. Marcinko (EQ) 06:22 D. Cienciala (EN) 59:42 | (1:0, 0:0, 1:1) | 56:09 (SH) L. Bryggman | Widzów: 4782 Sędzia główny: Marc Iwert Daniel Piechaczek Sędziowie liniowi: Josef Špůr Daniel Hynek |
| Godzina: 18:00 | 10 min. kar                                    |                 | 10 min. kar            | Widzów: 4782 Sędzia główny: Marc Iwert Daniel Piechaczek Sędziowie liniowi: Josef Špůr Daniel Hynek |

| 7 listopada 2017 | Brynäs IF | 2:1 | Adler Mannheim | Gavlerinken Arena, Gävle |

| Szczegóły      | Szczegóły                                       | Szczegóły       | Szczegóły               | Szczegóły                                                                                                |
| -------------- | ----------------------------------------------- | --------------- | ----------------------- | --- |
| Godzina: 18:30 | J. Blomqvist (PP2) 57:20 L. Ölund (PP EN) 59:08 | (0:1, 0:0, 2:0) | 01:39 (EQ) D. Setoguchi | Widzów: 4252 Sędzia główny: Lasse Heikkinen Anssi Salonen Sędziowie liniowi: Daniel Persson Jimmy Dahmén |
| Godzina: 18:30 | 10 min. kar                                     |                 | 108 min. kar            | Widzów: 4252 Sędzia główny: Lasse Heikkinen Anssi Salonen Sędziowie liniowi: Daniel Persson Jimmy Dahmén |

| 7 listopada 2017 | Frölunda HC | 4:6 pd. | Bílí tygři Liberec | Frölundaborg, Göteborg |

| Szczegóły      | Szczegóły                                                                                    | Szczegóły            | Szczegóły | Szczegóły |
| -------------- | -------------------------------------------------------------------------------------------- | -------------------- | --- | --- |
| Godzina: 19:00 | P. Widerström (EQ) 06:02 V. Olofsson (PP) 31:58 C. Grundström (PP) 50:37 R. Lasch (EQ) 54:41 | (1:1, 1:0, 2:4, 0:1) | 18:47 (PP) M. Ševc 43:47 (EQ) L. Šmíd 48:19 (EQ) M. Plutnar 50:56 (EQ) L. Vantuch 59:10 (EQ) M. Bakoš 61:01 (PP) M. Bulíř | Widzów: 1570 Sędzia główny: Manuel Nikolić Marcus Vinnerborg Sędziowie liniowi: Henrik Pihlblad Alexander Waldejer |
| Godzina: 19:00 | 8 min. kar                                                                                   |                      | 12 min. kar | Widzów: 1570 Sędzia główny: Manuel Nikolić Marcus Vinnerborg Sędziowie liniowi: Henrik Pihlblad Alexander Waldejer |

| 7 listopada 2017 | Växjö Lakers | 5:3 | EC Red Bull Salzburg | Vida Arena, Växjö |

| Szczegóły      | Szczegóły | Szczegóły       | Szczegóły                                                      | Szczegóły                                                                                          |
| -------------- | --- | --------------- | -------------------------------------------------------------- | -------------------------------------------------------------------------------------------------- |
| Godzina: 19:00 | A. Calof (EQ) 08:08 D. Bokk (PP) 26:16 J. Røndbjerg (EQ) 31:18 E. Josefsson (EQ) 48:09 E. Pettersson (EQ) 56:29 | (1:2, 2:0, 2:1) | 11:04 (PP) B. Harris 14:46 (EQ) T. Raffl 51:25 (PP) R. Schremp | Widzów: 1354 Sędzia główny: Adam Kika Jan Hribik Sędziowie liniowi: Ludvig Lundgren Anders Nyqvist |
| Godzina: 19:00 | 10 min. kar |                 | 6 min. kar                                                     | Widzów: 1354 Sędzia główny: Adam Kika Jan Hribik Sędziowie liniowi: Ludvig Lundgren Anders Nyqvist |

| 7 listopada 2017 | EHC Red Bull Monachium | 2:5 | SC Bern | Olympia-Eisstadion, Monachium |

| Szczegóły      | Szczegóły                                | Szczegóły       | Szczegóły | Szczegóły                                                                                                  |
| -------------- | ---------------------------------------- | --------------- | --- | --- |
| Godzina: 19:30 | B. Macek (EQ) 09:09 D. Joslin (EQ) 21:34 | (1:1, 1:1, 0:3) | 09:47 (EQ) T. Scherwey 26:47 (PP) S. Moser 45:27 (EQ) L. Hischier 49:48 (EQ) S. Bodenmann 56:42 (EQ) A. Ebbett | Widzów: 2690 Sędzia główny: Milan Novák Stefan Fonselius Sędziowie liniowi: Lukas Kohlmüller Andreas Hofer |
| Godzina: 19:30 | 8 min. kar                               |                 | 8 min. kar | Widzów: 2690 Sędzia główny: Milan Novák Stefan Fonselius Sędziowie liniowi: Lukas Kohlmüller Andreas Hofer |

| 7 listopada 2017 | EV Zug | 2:5 | HC Kometa Brno | Bossard Arena, Zug |

| Szczegóły      | Szczegóły                                   | Szczegóły       | Szczegóły                                                                                                   | Szczegóły                                                                                              |
| -------------- | ------------------------------------------- | --------------- | --- | --- |
| Godzina: 19:45 | R. Diaz (PP) 19:17 L. Martschini (EQ) 45:22 | (1:1, 0:2, 1:2) | 13:54 (EQ) L. Nahodil 28:30 (EQ) T. Mlynář 32:14 (PP) A. Mallet 40:51 (PP) T. Bartejs 41:28 (EQ) L. Nahodil | Widzów: 3846 Sędzia główny: Benjamin Hoppe Marc Lemelin Sędziowie liniowi: Roman Kaderli Balazs Kovacs |
| Godzina: 19:45 | 22 min. kar                                 |                 | 8 min. kar                                                                                                  | Widzów: 3846 Sędzia główny: Benjamin Hoppe Marc Lemelin Sędziowie liniowi: Roman Kaderli Balazs Kovacs |

| 7 listopada 2017 | Nottingham Panthers | 0:3 | ZSC Lions | Motorpoint Arena, Nottingham |

| Szczegóły      | Szczegóły   | Szczegóły       | Szczegóły                                                             | Szczegóły                                                                                                |
| -------------- | ----------- | --------------- | --------------------------------------------------------------------- | --- |
| Godzina: 20:00 |             | (0:0, 0:1, 0:2) | 26:24 (EQ) F. Pettersson 49:10 (EQ) R. Wick 54:20 (PP2) F. Pettersson | Widzów: 6598 Sędzia główny: Mikael Andersson Mikael Nord Sędziowie liniowi: Andrew Dalton James Kavanagh |
| Godzina: 20:00 | 37 min. kar |                 | 6 min. kar                                                            | Widzów: 6598 Sędzia główny: Mikael Andersson Mikael Nord Sędziowie liniowi: Andrew Dalton James Kavanagh |

### 1/4 finału
Mecze tej fazy rozgrywek odbyły się w dniach 5 grudnia oraz 12 grudnia 2017 roku.
| 5 grudnia 2017 | HC Oceláři Trzyniec | 3:1 | Brynäs IF | Werk Arena, Trzyniec |

| Szczegóły      | Szczegóły                                                           | Szczegóły       | Szczegóły            | Szczegóły                                                                                             |
| -------------- | ------------------------------------------------------------------- | --------------- | -------------------- | --- |
| Godzina: 17:00 | D. Rákos (PP) 40:25 M. Adamský (EQ) 43:45 A. Chmielewski (EQ) 52:21 | (0:0, 0:1, 3:0) | 34:38 (EQ) A. Miller | Widzów: 4081 Sędzia główny: Manuel Nikolić Marc Lemelin Sędziowie liniowi: Jiří Gebauer Jiří Ondráček |
| Godzina: 17:00 | 6 min. kar                                                          |                 | 8 min. kar           | Widzów: 4081 Sędzia główny: Manuel Nikolić Marc Lemelin Sędziowie liniowi: Jiří Gebauer Jiří Ondráček |

| 5 grudnia 2017 | JYP | 3:3 | HC Kometa Brno | LähiTapiola Areena, Jyväskylä |

| Szczegóły      | Szczegóły                                                           | Szczegóły       | Szczegóły                                                | Szczegóły |
| -------------- | ------------------------------------------------------------------- | --------------- | -------------------------------------------------------- | --- |
| Godzina: 18:00 | A. Suomela (PP) 15:45 J. Puustinen (PP) 29:44 M. Mäenpää (EQ) 56:43 | (1:2, 1:1, 1:0) | 06:00 (EQ) J. Süss 07:50 (EQ) J. Süss 36:14 (EQ) J. Süss | Widzów: 2317 Sędzia główny: Alessandro DiPietro Daniel Stricker Sędziowie liniowi: Pasi Nieminen Tommi Niittylä |
| Godzina: 18:00 | 33 min. kar                                                         |                 | 18 min. kar                                              | Widzów: 2317 Sędzia główny: Alessandro DiPietro Daniel Stricker Sędziowie liniowi: Pasi Nieminen Tommi Niittylä |

| 5 grudnia 2017 | Bílí tygři Liberec | 0:1 | ZSC Lions | Home Credit Arena, Liberec |

| Szczegóły      | Szczegóły  | Szczegóły       | Szczegóły             | Szczegóły                                                                                           |
| -------------- | ---------- | --------------- | --------------------- | --------------------------------------------------------------------------------------------------- |
| Godzina: 19:15 |            | (0:0, 0:0, 0:1) | 44:12 (EQ) I. Pestoni | Widzów: 3842 Sędzia główny: Milan Novák Jozef Kubuš Sędziowie liniowi: Jakub Frodl Miroslav Lhotský |
| Godzina: 19:15 | 0 min. kar |                 | 8 min. kar            | Widzów: 3842 Sędzia główny: Milan Novák Jozef Kubuš Sędziowie liniowi: Jakub Frodl Miroslav Lhotský |

| 5 grudnia 2017 | SC Bern | 3:2 | Växjö Lakers | PostFinance Arena, Berno |

| Szczegóły      | Szczegóły                                                            | Szczegóły       | Szczegóły                                 | Szczegóły                                                                                                   |
| -------------- | -------------------------------------------------------------------- | --------------- | ----------------------------------------- | --- |
| Godzina: 20:00 | G. Haas (PP) 02:01 S. Bodenmann (PP) 27:26 R. Untersander (EQ) 55:35 | (1:0, 1:0, 1:2) | 43:22 (EQ) L. Fröberg 46:01 (EQ) R. Rosén | Widzów: 13629 Sędzia główny: Kristian Vikman Anssi Salonen Sędziowie liniowi: David Obwegeser Balazs Kovacs |
| Godzina: 20:00 | 8 min. kar                                                           |                 | 37 min. kar                               | Widzów: 13629 Sędzia główny: Kristian Vikman Anssi Salonen Sędziowie liniowi: David Obwegeser Balazs Kovacs |

| 12 grudnia 2017 | HC Kometa Brno | 3:5 | JYP | DRFG Arena, Brno |

| Szczegóły      | Szczegóły                                                     | Szczegóły       | Szczegóły | Szczegóły                                                                                            |
| -------------- | ------------------------------------------------------------- | --------------- | --- | --- |
| Godzina: 18:00 | L. Horký (PP) 38:50 M. Nečas (EQ) 50:00 T. Svoboda (PP) 53:36 | (0:3, 1:0, 2:2) | 05:17 (EQ0 J. Immonen 13:36 (EQ0 J. Puustinen 14:57 (EQ) J. Kolehmainen 47:10 (EQ) J. Nattinen 59:43 (EN) N. Yonkman | Widzów: 4116 Sędzia główny: Peter Stano Daniel Piechaczek Sędziowie liniowi: Josef Špůr Daniel Hynek |
| Godzina: 18:00 | 4 min. kar                                                    |                 | 10 min. kar | Widzów: 4116 Sędzia główny: Peter Stano Daniel Piechaczek Sędziowie liniowi: Josef Špůr Daniel Hynek |

| 12 grudnia 2017 | Brynäs IF | 3:5 | HC Oceláři Trzyniec | Gavlerinken Arena, Gävle |

| Szczegóły      | Szczegóły                                                          | Szczegóły       | Szczegóły | Szczegóły                                                                                          |
| -------------- | ------------------------------------------------------------------ | --------------- | --- | -------------------------------------------------------------------------------------------------- |
| Godzina: 18:30 | A. Bjurström (EQ) 29:20 F. Elias (PP) 39:52 D. Mannberg (EQ) 49:03 | (0:1, 2:2, 1:2) | 12:19 (EQ) T. Marcinko 25:00 (EQ) J. Petružálek 32:34 (EQ0 Z. Irgl 40:25 (EQ0 D. Musil 59:40 (EQ) M. Mikulík | Widzów: 1386 Sędzia główny: Marc Wiegand Tobias Wehrli Sędziowie liniowi: Orjan Ahlen Jimmy Dahmén |
| Godzina: 18:30 | 6 min. kar                                                         |                 | 10 min. kar                                                                                                  | Widzów: 1386 Sędzia główny: Marc Wiegand Tobias Wehrli Sędziowie liniowi: Orjan Ahlen Jimmy Dahmén |

| 12 grudnia 2017 | Växjö Lakers | 4:2 | SC Bern | Vida Arena, Växjö |

| Szczegóły      | Szczegóły                                                                             | Szczegóły       | Szczegóły                                       | Szczegóły |
| -------------- | ------------------------------------------------------------------------------------- | --------------- | ----------------------------------------------- | --- |
| Godzina: 18:30 | A. Calof (EQ0 02:09 L. Reddox (EQ0 23:42 E. Pettersson (EQ) 41:25 R. Rosén (PP) 44:16 | (1:1, 1:0, 2:1) | 08:06 (PP) M. Arcobello 53:52 (EQ) M. Arcobello | Widzów: 1275 Sędzia główny: Lasse Heikkinen Stefan Fonselius Sędziowie liniowi: Ludvig Lundgren Anders Nyqvist |
| Godzina: 18:30 | 10 min. kar                                                                           |                 | 4 min. kar                                      | Widzów: 1275 Sędzia główny: Lasse Heikkinen Stefan Fonselius Sędziowie liniowi: Ludvig Lundgren Anders Nyqvist |

| 12 grudnia 2017 | ZSC Lions | 0:2 pk. | Bílí tygři Liberec | Hallenstadion, Zurych |

| Szczegóły      | Szczegóły   | Szczegóły                 | Szczegóły                                   | Szczegóły                                                                                          |
| -------------- | ----------- | ------------------------- | ------------------------------------------- | -------------------------------------------------------------------------------------------------- |
| Godzina: 20:00 |             | (0:0, 0:0, 0:1, 0:0, 0:1) | 41:39 (EQ) L. Krenželok 70:00 (SO) M. Bakoš | Widzów: 3412 Sędzia główny: Mikael Holm Mikael Nord Sędziowie liniowi: Roman Kaderli Nicolas Fluri |
| Godzina: 20:00 | 12 min. kar |                           | 12 min. kar                                 | Widzów: 3412 Sędzia główny: Mikael Holm Mikael Nord Sędziowie liniowi: Roman Kaderli Nicolas Fluri |

### 1/2 finału
Mecze tej fazy rozgrywek odbyły się w dniach 9 stycznia oraz 16 stycznia 2018 roku.
| 9 stycznia 2018 | Bílí tygři Liberec | 1:1 | Växjö Lakers | Home Credit Arena, Liberec |

| Szczegóły      | Szczegóły           | Szczegóły       | Szczegóły            | Szczegóły |
| -------------- | ------------------- | --------------- | -------------------- | --- |
| Godzina: 17:00 | L. Jašek (EQ) 46:17 | (0:0, 0:1, 1:0) | 20:33 (EQ) L. Reddox | Widzów: 5718 Sędzia główny: Kristian Vikman Daniel Stricker Sędziowie liniowi: Miroslav Lhotský Jiří Ondráček |
| Godzina: 17:00 | 10 min. kar         |                 | 10 min. kar          | Widzów: 5718 Sędzia główny: Kristian Vikman Daniel Stricker Sędziowie liniowi: Miroslav Lhotský Jiří Ondráček |

| 9 stycznia 2018 | JYP | 4:2 | HC Oceláři Trzyniec | LähiTapiola Areena, Jyväskylä |

| Szczegóły      | Szczegóły                                                                                  | Szczegóły       | Szczegóły                                    | Szczegóły                                                                                            |
| -------------- | ------------------------------------------------------------------------------------------ | --------------- | -------------------------------------------- | --- |
| Godzina: 18:00 | R. Rooba (EQ0 26:25 M. Mäenpää (PP2) 32:04 M. Mäenpää (PP) 33:55 J. Kolehmainen (EQ) 34:19 | (0:1, 4:0, 0:1) | 11:47 (PP) M. Adamský 42:16 (EQ0 T. Marcinko | Widzów: 2646 Sędzia główny: Benjamin Hoppe Mikael Nord Sędziowie liniowi: Pasi Nieminen Jani Pesonen |
| Godzina: 18:00 | 6 min. kar                                                                                 |                 | 10 min. kar                                  | Widzów: 2646 Sędzia główny: Benjamin Hoppe Mikael Nord Sędziowie liniowi: Pasi Nieminen Jani Pesonen |

| 16 stycznia 2018 | HC Oceláři Trzyniec | 4:3 pk. | JYP | Werk Arena, Trzyniec |

| Szczegóły      | Szczegóły                                                                                      | Szczegóły                 | Szczegóły                                                        | Szczegóły                                                                                            |
| -------------- | ---------------------------------------------------------------------------------------------- | ------------------------- | ---------------------------------------------------------------- | --- |
| Godzina: 19:15 | M. Růžička (EQ) 02:07 M. Kovařčík (EQ) 25:07 David Musil (EQ) 47:50 Ondřej Kovařčík (EQ) 50:56 | (1:2, 1:0, 2:0, 0:0, 0:1) | 10:49 (EQ) J. Vainio 17:36 (PP) J. Immonen 70:00 (S0) J. Immonen | Widzów: 5048 Sędzia główny: Mikael Andersson Marc Lemelin Sędziowie liniowi: Josef Špůr Daniel Hynek |
| Godzina: 19:15 | 4 min. kar                                                                                     |                           | 8 min. kar                                                       | Widzów: 5048 Sędzia główny: Mikael Andersson Marc Lemelin Sędziowie liniowi: Josef Špůr Daniel Hynek |

| 16 stycznia 2018 | Växjö Lakers | 6:1 | Bílí tygři Liberec | Vida Arena, Växjö |

| Szczegóły      | Szczegóły | Szczegóły       | Szczegóły             | Szczegóły |
| -------------- | --- | --------------- | --------------------- | --- |
| Godzina: 20:00 | E. Pettersson (PP) 05:50 M. Lundberg (EQ) 06:26 L. Fröberg (EQ) 15:35 T. Kiiskinen (EQ) 21:40 P. Netterberg (EQ) 52:12 E. Pettersson (EQ) 58:15 | (3:0, 1:1, 2:0) | 39:10 (PP) P. Jelínek | Widzów: 4711 Sędzia główny: André Schrader Daniel Piechaczek Sędziowie liniowi: Ludvig Lundgren Henrik Pihlblad |
| Godzina: 20:00 | 4 min. kar |                 | 6 min. kar            | Widzów: 4711 Sędzia główny: André Schrader Daniel Piechaczek Sędziowie liniowi: Ludvig Lundgren Henrik Pihlblad |

### Finał
Mecz finałowy odbył się 6 lutego 2018 roku. Gospodarzem meczu było szwedzkie Växjö. Mecz rozegrany został w Vida Arena.
| 6 lutego 2018 | Växjö Lakers | 0:2 | JYP | Vida Arena, Växjö |

| Szczegóły      | Szczegóły  | Szczegóły       | Szczegóły                                        | Szczegóły |
| -------------- | ---------- | --------------- | ------------------------------------------------ | --- |
| Godzina: 18:45 |            | (0:0, 0:1, 0:1) | 03:32 (PP) J. Nattinen 59:40 (EN) J. Kolehmainen | Widzów: 5750 Sędzia główny: Marc Lemelin Daniel Piechaczek Sędziowie liniowi: Lukas Kohlmüller Elias Seewald |
| Godzina: 18:45 | 6 min. kar |                 | 8 min. kar                                       | Widzów: 5750 Sędzia główny: Marc Lemelin Daniel Piechaczek Sędziowie liniowi: Lukas Kohlmüller Elias Seewald |